# Lista de asteroides (419001-420000)
Esta é uma lista parcial de asteroides, do asteroide número 419001 até o 420000, inclusive. Veja também o índice com todas as listas disponíveis.

| Objeto Próximos à Terra | Cinturão de asteroides (interno) | Cinturão de asteroides (externo) | Centauro       |
| Cruzador de Marte       | Cinturão de asteroides (meio)    | Troianos de Júpiter              | Transnetuniano |

Veja mais dados de cada asteroide na ligação externa para o Minor Planet Center na última coluna.
Índice: 419001... 419101... 419201... 419301... 419401... 419501... 419601... 419701... 419801... 419901... 

## 419001–419100
| Designação | Designação | Descoberta  | Descoberta      | Descobridor(es)     | Categoria | Mais informações / Referência |
| Permanente | Provisória | Data        | Local           | Descobridor(es)     | Categoria | Mais informações / Referência |
| ---------- | ---------- | ----------- | --------------- | ------------------- | --------- | ----------------------------- |
| 419001     | 2009 OW21  | 29 jul 2009 | Kitt Peak       | Spacewatch          | —         | MPC                           |
| 419002     | 2009 OS23  | 24 jul 2000 | Kitt Peak       | Spacewatch          | —         | MPC                           |
| 419003     | 2009 OC24  | 31 jul 2009 | Kitt Peak       | Spacewatch          | —         | MPC                           |
| 419004     | 2009 PG2   | 12 ago 2009 | La Sagra        | Mallorca Obs.       | —         | MPC                           |
| 419005     | 2009 PQ4   | 2 nov 2005  | Mount Lemmon    | Mount Lemmon Survey | Eos       | MPC                           |
| 419006     | 2009 PV6   | 28 jul 2009 | Catalina        | CSS                 | —         | MPC                           |
| 419007     | 2009 PF8   | 15 ago 2009 | Catalina        | CSS                 | —         | MPC                           |
| 419008     | 2009 PA11  | 15 ago 2009 | Socorro         | LINEAR              | —         | MPC                           |
| 419009     | 2009 PO16  | 15 ago 2009 | Kitt Peak       | Spacewatch          | —         | MPC                           |
| 419010     | 2009 PY16  | 1 ago 2009  | Siding Spring   | SSS                 | —         | MPC                           |
| 419011     | 2009 PB17  | 15 ago 2009 | La Sagra        | Mallorca Obs.       | —         | MPC                           |
| 419012     | 2009 PY17  | 15 ago 2009 | Kitt Peak       | Spacewatch          | —         | MPC                           |
| 419013     | 2009 QA3   | 14 jul 2009 | Kitt Peak       | Spacewatch          | —         | MPC                           |
| 419014     | 2009 QH5   | 17 ago 2009 | Farra d'Isonzo  | Farra d'Isonzo      | —         | MPC                           |
| 419015     | 2009 QF6   | 19 ago 2009 | Skylive         | F. Tozzi            | —         | MPC                           |
| 419016     | 2009 QE7   | 17 jun 2009 | Mount Lemmon    | Mount Lemmon Survey | —         | MPC                           |
| 419017     | 2009 QA10  | 21 ago 2009 | Sandlot         | G. Hug              | —         | MPC                           |
| 419018     | 2009 QS10  | 24 out 2005 | Kitt Peak       | Spacewatch          | —         | MPC                           |
| 419019     | 2009 QQ12  | 16 ago 2009 | Kitt Peak       | Spacewatch          | —         | MPC                           |
| 419020     | 2009 QH22  | 20 ago 2009 | La Sagra        | Mallorca Obs.       | —         | MPC                           |
| 419021     | 2009 QR22  | 20 ago 2009 | La Sagra        | Mallorca Obs.       | —         | MPC                           |
| 419022     | 2009 QF31  | 26 ago 2009 | Catalina        | CSS                 | —         | MPC                           |
| 419023     | 2009 QT36  | 29 ago 2009 | Taunus          | S. Karge, U. Zimmer | Phocaea   | MPC                           |
| 419024     | 2009 QZ36  | 27 ago 2009 | Kitt Peak       | Spacewatch          | —         | MPC                           |
| 419025     | 2009 QF39  | 20 ago 2009 | Kitt Peak       | Spacewatch          | —         | MPC                           |
| 419026     | 2009 QJ40  | 26 ago 2009 | La Sagra        | Mallorca Obs.       | —         | MPC                           |
| 419027     | 2009 QP47  | 28 ago 2009 | La Sagra        | Mallorca Obs.       | —         | MPC                           |
| 419028     | 2009 QY48  | 28 ago 2009 | La Sagra        | Mallorca Obs.       | —         | MPC                           |
| 419029     | 2009 QA54  | 19 ago 2009 | Kitt Peak       | Spacewatch          | —         | MPC                           |
| 419030     | 2009 QX54  | 28 ago 2009 | Catalina        | CSS                 | —         | MPC                           |
| 419031     | 2009 QB55  | 17 ago 2009 | Catalina        | CSS                 | —         | MPC                           |
| 419032     | 2009 QY55  | 28 ago 2009 | Kitt Peak       | Spacewatch          | —         | MPC                           |
| 419033     | 2009 QT57  | 27 mai 2009 | Catalina        | CSS                 | —         | MPC                           |
| 419034     | 2009 QM58  | 20 ago 2009 | Kitt Peak       | Spacewatch          | —         | MPC                           |
| 419035     | 2009 QV63  | 16 ago 2009 | Kitt Peak       | Spacewatch          | Brangane  | MPC                           |
| 419036     | 2009 QF64  | 19 ago 2009 | La Sagra        | Mallorca Obs.       | —         | MPC                           |
| 419037     | 2009 RH8   | 12 set 2009 | Kitt Peak       | Spacewatch          | —         | MPC                           |
| 419038     | 2009 RW8   | 12 set 2009 | Kitt Peak       | Spacewatch          | —         | MPC                           |
| 419039     | 2009 RW11  | 12 set 2009 | Kitt Peak       | Spacewatch          | —         | MPC                           |
| 419040     | 2009 RU12  | 12 set 2009 | Kitt Peak       | Spacewatch          | —         | MPC                           |
| 419041     | 2009 RX17  | 12 set 2009 | Kitt Peak       | Spacewatch          | —         | MPC                           |
| 419042     | 2009 RZ17  | 12 set 2009 | Kitt Peak       | Spacewatch          | —         | MPC                           |
| 419043     | 2009 RC20  | 14 set 2009 | Catalina        | CSS                 | —         | MPC                           |
| 419044     | 2009 RT27  | 13 set 2009 | XuYi            | PMO NEO             | —         | MPC                           |
| 419045     | 2009 RP28  | 13 set 2009 | Purple Mountain | PMO NEO             | —         | MPC                           |
| 419046     | 2009 RN36  | 25 ago 2009 | XuYi            | PMO NEO             | —         | MPC                           |
| 419047     | 2009 RT36  | 15 set 2009 | Kitt Peak       | Spacewatch          | —         | MPC                           |
| 419048     | 2009 RQ41  | 15 set 2009 | Kitt Peak       | Spacewatch          | —         | MPC                           |
| 419049     | 2009 RW41  | 7 dez 2005  | Kitt Peak       | Spacewatch          | —         | MPC                           |
| 419050     | 2009 RJ43  | 15 set 2009 | Kitt Peak       | Spacewatch          | —         | MPC                           |
| 419051     | 2009 RO46  | 15 set 2009 | Kitt Peak       | Spacewatch          | —         | MPC                           |
| 419052     | 2009 RS63  | 15 set 2009 | Mount Lemmon    | Mount Lemmon Survey | —         | MPC                           |
| 419053     | 2009 RP69  | 15 set 2009 | Mount Lemmon    | Mount Lemmon Survey | —         | MPC                           |
| 419054     | 2009 RX69  | 14 set 2009 | Kitt Peak       | Spacewatch          | —         | MPC                           |
| 419055     | 2009 RX71  | 15 set 2009 | Kitt Peak       | Spacewatch          | —         | MPC                           |
| 419056     | 2009 RN72  | 15 set 2009 | Kitt Peak       | Spacewatch          | —         | MPC                           |
| 419057     | 2009 RL73  | 12 set 2009 | Kitt Peak       | Spacewatch          | —         | MPC                           |
| 419058     | 2009 RS74  | 14 set 2009 | Socorro         | LINEAR              | —         | MPC                           |
| 419059     | 2009 ST1   | 15 ago 2009 | Kitt Peak       | Spacewatch          | —         | MPC                           |
| 419060     | 2009 SL9   | 27 jan 2007 | Mount Lemmon    | Mount Lemmon Survey | —         | MPC                           |
| 419061     | 2009 SX19  | 21 set 2009 | Mount Lemmon    | Mount Lemmon Survey | —         | MPC                           |
| 419062     | 2009 SH20  | 22 set 2009 | Drebach         | Drebach Obs.        | —         | MPC                           |
| 419063     | 2009 SD21  | 17 set 2009 | Catalina        | CSS                 | —         | MPC                           |
| 419064     | 2009 SY23  | 16 set 2009 | Kitt Peak       | Spacewatch          | —         | MPC                           |
| 419065     | 2009 SD35  | 16 set 2009 | Kitt Peak       | Spacewatch          | Phocaea   | MPC                           |
| 419066     | 2009 SK45  | 16 set 2009 | Kitt Peak       | Spacewatch          | Eos       | MPC                           |
| 419067     | 2009 SY46  | 16 set 2009 | Kitt Peak       | Spacewatch          | —         | MPC                           |
| 419068     | 2009 SL49  | 25 set 2005 | Kitt Peak       | Spacewatch          | —         | MPC                           |
| 419069     | 2009 SB51  | 17 set 2009 | Kitt Peak       | Spacewatch          | —         | MPC                           |
| 419070     | 2009 SR55  | 7 fev 2002  | Kitt Peak       | Spacewatch          | —         | MPC                           |
| 419071     | 2009 SJ58  | 17 set 2009 | Kitt Peak       | Spacewatch          | —         | MPC                           |
| 419072     | 2009 SY60  | 17 set 2009 | Kitt Peak       | Spacewatch          | —         | MPC                           |
| 419073     | 2009 SC61  | 17 set 2009 | Kitt Peak       | Spacewatch          | —         | MPC                           |
| 419074     | 2009 SL61  | 17 set 2009 | Kitt Peak       | Spacewatch          | —         | MPC                           |
| 419075     | 2009 SN74  | 17 set 2009 | Kitt Peak       | Spacewatch          | —         | MPC                           |
| 419076     | 2009 SY78  | 18 set 2009 | Kitt Peak       | Spacewatch          | —         | MPC                           |
| 419077     | 2009 SN99  | 13 abr 2008 | Mount Lemmon    | Mount Lemmon Survey | —         | MPC                           |
| 419078     | 2009 SH106 | 16 ago 2009 | Kitt Peak       | Spacewatch          | —         | MPC                           |
| 419079     | 2009 SB110 | 17 ago 2009 | Kitt Peak       | Spacewatch          | —         | MPC                           |
| 419080     | 2009 SG114 | 18 set 2009 | Kitt Peak       | Spacewatch          | —         | MPC                           |
| 419081     | 2009 SZ122 | 18 set 2009 | Kitt Peak       | Spacewatch          | —         | MPC                           |
| 419082     | 2009 SQ124 | 18 set 2009 | Kitt Peak       | Spacewatch          | —         | MPC                           |
| 419083     | 2009 SU124 | 18 set 2009 | Kitt Peak       | Spacewatch          | —         | MPC                           |
| 419084     | 2009 SK125 | 18 set 2009 | Kitt Peak       | Spacewatch          | —         | MPC                           |
| 419085     | 2009 SE126 | 18 set 2009 | Kitt Peak       | Spacewatch          | —         | MPC                           |
| 419086     | 2009 SV127 | 18 set 2009 | Catalina        | CSS                 | —         | MPC                           |
| 419087     | 2009 SK128 | 18 set 2009 | Kitt Peak       | Spacewatch          | —         | MPC                           |
| 419088     | 2009 SQ130 | 18 set 2009 | Kitt Peak       | Spacewatch          | —         | MPC                           |
| 419089     | 2009 SW133 | 18 set 2009 | Kitt Peak       | Spacewatch          | —         | MPC                           |
| 419090     | 2009 SF140 | 25 abr 2003 | Kitt Peak       | Spacewatch          | —         | MPC                           |
| 419091     | 2009 SE141 | 19 set 2009 | Kitt Peak       | Spacewatch          | —         | MPC                           |
| 419092     | 2009 SZ144 | 28 ago 2009 | Kitt Peak       | Spacewatch          | —         | MPC                           |
| 419093     | 2009 SQ146 | 19 set 2009 | Kitt Peak       | Spacewatch          | —         | MPC                           |
| 419094     | 2009 SQ147 | 19 set 2009 | Mount Lemmon    | Mount Lemmon Survey | —         | MPC                           |
| 419095     | 2009 SQ149 | 20 set 2009 | Kitt Peak       | Spacewatch          | —         | MPC                           |
| 419096     | 2009 SX155 | 20 set 2009 | Kitt Peak       | Spacewatch          | —         | MPC                           |
| 419097     | 2009 SE156 | 25 set 2005 | Kitt Peak       | Spacewatch          | —         | MPC                           |
| 419098     | 2009 SF157 | 20 set 2009 | Kitt Peak       | Spacewatch          | —         | MPC                           |
| 419099     | 2009 SW158 | 20 set 2009 | Kitt Peak       | Spacewatch          | —         | MPC                           |
| 419100     | 2009 SA159 | 20 set 2009 | Kitt Peak       | Spacewatch          | —         | MPC                           |

## 419101–419200
| Designação | Designação | Descoberta  | Descoberta      | Descobridor(es)     | Categoria | Mais informações / Referência |
| Permanente | Provisória | Data        | Local           | Descobridor(es)     | Categoria | Mais informações / Referência |
| ---------- | ---------- | ----------- | --------------- | ------------------- | --------- | ----------------------------- |
| 419101     | 2009 SX160 | 20 set 2009 | Mount Lemmon    | Mount Lemmon Survey | —         | MPC                           |
| 419102     | 2009 SK165 | 6 nov 2005  | Mount Lemmon    | Mount Lemmon Survey | —         | MPC                           |
| 419103     | 2009 SF167 | 23 set 2009 | Mount Lemmon    | Mount Lemmon Survey | —         | MPC                           |
| 419104     | 2009 SK171 | 28 set 2009 | Wildberg        | R. Apitzsch         | —         | MPC                           |
| 419105     | 2009 SA173 | 18 set 2009 | Kitt Peak       | Spacewatch          | —         | MPC                           |
| 419106     | 2009 SG179 | 30 out 2006 | Mount Lemmon    | Mount Lemmon Survey | —         | MPC                           |
| 419107     | 2009 SG180 | 16 set 2009 | Kitt Peak       | Spacewatch          | —         | MPC                           |
| 419108     | 2009 SN183 | 17 set 2009 | Kitt Peak       | Spacewatch          | —         | MPC                           |
| 419109     | 2009 SS183 | 21 set 2009 | Kitt Peak       | Spacewatch          | —         | MPC                           |
| 419110     | 2009 SL185 | 21 set 2009 | Kitt Peak       | Spacewatch          | —         | MPC                           |
| 419111     | 2009 SX188 | 21 set 2009 | La Sagra        | Mallorca Obs.       | —         | MPC                           |
| 419112     | 2009 SQ192 | 18 set 1995 | Kitt Peak       | Spacewatch          | —         | MPC                           |
| 419113     | 2009 SZ192 | 22 set 2009 | Kitt Peak       | Spacewatch          | —         | MPC                           |
| 419114     | 2009 SA193 | 22 set 2009 | Kitt Peak       | Spacewatch          | —         | MPC                           |
| 419115     | 2009 SU198 | 22 set 2009 | Kitt Peak       | Spacewatch          | —         | MPC                           |
| 419116     | 2009 SY200 | 10 set 2009 | Catalina        | CSS                 | —         | MPC                           |
| 419117     | 2009 SV201 | 18 set 2009 | Kitt Peak       | Spacewatch          | —         | MPC                           |
| 419118     | 2009 SO203 | 22 set 2009 | Kitt Peak       | Spacewatch          | —         | MPC                           |
| 419119     | 2009 SB205 | 22 set 2009 | Kitt Peak       | Spacewatch          | —         | MPC                           |
| 419120     | 2009 SX209 | 23 set 2009 | Kitt Peak       | Spacewatch          | —         | MPC                           |
| 419121     | 2009 SL211 | 23 set 2009 | Kitt Peak       | Spacewatch          | —         | MPC                           |
| 419122     | 2009 SH213 | 15 set 2009 | Kitt Peak       | Spacewatch          | —         | MPC                           |
| 419123     | 2009 SK214 | 15 set 2009 | Kitt Peak       | Spacewatch          | Themis    | MPC                           |
| 419124     | 2009 SO216 | 24 set 2009 | Kitt Peak       | Spacewatch          | —         | MPC                           |
| 419125     | 2009 SP227 | 18 set 2009 | Kitt Peak       | Spacewatch          | Themis    | MPC                           |
| 419126     | 2009 SK231 | 19 set 2009 | Kitt Peak       | Spacewatch          | —         | MPC                           |
| 419127     | 2009 SX232 | 19 set 2009 | Catalina        | CSS                 | —         | MPC                           |
| 419128     | 2009 SB239 | 16 ago 2009 | Catalina        | CSS                 | —         | MPC                           |
| 419129     | 2009 SU240 | 18 set 2009 | Catalina        | CSS                 | —         | MPC                           |
| 419130     | 2009 SK242 | 8 jul 2004  | Siding Spring   | SSS                 | —         | MPC                           |
| 419131     | 2009 SZ242 | 21 set 2009 | La Sagra        | Mallorca Obs.       | —         | MPC                           |
| 419132     | 2009 SC245 | 19 set 2009 | Kitt Peak       | Spacewatch          | —         | MPC                           |
| 419133     | 2009 SO246 | 17 set 2009 | Kitt Peak       | Spacewatch          | Phocaea   | MPC                           |
| 419134     | 2009 ST250 | 19 set 2009 | Kitt Peak       | Spacewatch          | —         | MPC                           |
| 419135     | 2009 SX264 | 23 set 2009 | Mount Lemmon    | Mount Lemmon Survey | —         | MPC                           |
| 419136     | 2009 SR265 | 23 set 2009 | Mount Lemmon    | Mount Lemmon Survey | —         | MPC                           |
| 419137     | 2009 SV265 | 17 set 2004 | Kitt Peak       | Spacewatch          | —         | MPC                           |
| 419138     | 2009 SH269 | 12 set 2009 | Kitt Peak       | Spacewatch          | —         | MPC                           |
| 419139     | 2009 SV274 | 17 set 2009 | Kitt Peak       | Spacewatch          | —         | MPC                           |
| 419140     | 2009 SZ278 | 17 set 2009 | Kitt Peak       | Spacewatch          | —         | MPC                           |
| 419141     | 2009 SD279 | 17 set 2009 | Kitt Peak       | Spacewatch          | —         | MPC                           |
| 419142     | 2009 SU282 | 25 set 2009 | Kitt Peak       | Spacewatch          | —         | MPC                           |
| 419143     | 2009 SX287 | 25 set 2009 | Kitt Peak       | Spacewatch          | —         | MPC                           |
| 419144     | 2009 SK288 | 25 set 2009 | Kitt Peak       | Spacewatch          | —         | MPC                           |
| 419145     | 2009 SF290 | 29 dez 2005 | Mount Lemmon    | Mount Lemmon Survey | —         | MPC                           |
| 419146     | 2009 SC294 | 27 set 2009 | Kitt Peak       | Spacewatch          | —         | MPC                           |
| 419147     | 2009 SD294 | 15 set 2009 | Kitt Peak       | Spacewatch          | —         | MPC                           |
| 419148     | 2009 SA302 | 15 ago 2009 | Kitt Peak       | Spacewatch          | —         | MPC                           |
| 419149     | 2009 SQ316 | 6 fev 2002  | Kitt Peak       | Spacewatch          | Themis    | MPC                           |
| 419150     | 2009 SG319 | 20 set 2009 | Kitt Peak       | Spacewatch          | —         | MPC                           |
| 419151     | 2009 SJ324 | 22 mai 2003 | Kitt Peak       | Spacewatch          | —         | MPC                           |
| 419152     | 2009 SC325 | 25 set 2009 | Kitt Peak       | Spacewatch          | —         | MPC                           |
| 419153     | 2009 SB329 | 16 set 2009 | Catalina        | CSS                 | —         | MPC                           |
| 419154     | 2009 SO335 | 20 set 2009 | Kitt Peak       | Spacewatch          | —         | MPC                           |
| 419155     | 2009 SD337 | 25 set 2009 | Catalina        | CSS                 | —         | MPC                           |
| 419156     | 2009 SM337 | 27 set 2009 | Catalina        | CSS                 | —         | MPC                           |
| 419157     | 2009 SN337 | 27 set 2009 | Siding Spring   | SSS                 | Iannini   | MPC                           |
| 419158     | 2009 SC341 | 23 set 2009 | Kitt Peak       | Spacewatch          | —         | MPC                           |
| 419159     | 2009 ST344 | 18 set 2009 | Kitt Peak       | Spacewatch          | —         | MPC                           |
| 419160     | 2009 SZ344 | 18 set 2009 | Kitt Peak       | Spacewatch          | —         | MPC                           |
| 419161     | 2009 SK354 | 21 set 2009 | Mount Lemmon    | Mount Lemmon Survey | —         | MPC                           |
| 419162     | 2009 SY354 | 29 set 2009 | Kitt Peak       | Spacewatch          | —         | MPC                           |
| 419163     | 2009 SY357 | 28 set 2009 | Mount Lemmon    | Mount Lemmon Survey | —         | MPC                           |
| 419164     | 2009 SU359 | 25 set 2009 | Socorro         | LINEAR              | Phocaea   | MPC                           |
| 419165     | 2009 SA361 | 22 set 2009 | Catalina        | CSS                 | —         | MPC                           |
| 419166     | 2009 TB5   | 10 out 2009 | La Sagra        | Mallorca Obs.       | —         | MPC                           |
| 419167     | 2009 TQ5   | 11 out 2009 | Mount Lemmon    | Mount Lemmon Survey | —         | MPC                           |
| 419168     | 2009 TV5   | 11 out 2009 | La Sagra        | Mallorca Obs.       | —         | MPC                           |
| 419169     | 2009 TP9   | 14 out 2009 | Bisei SG Center | BATTeRS             | —         | MPC                           |
| 419170     | 2009 TK13  | 14 out 2009 | Bisei SG Center | BATTeRS             | —         | MPC                           |
| 419171     | 2009 TG20  | 22 set 2009 | Catalina        | CSS                 | —         | MPC                           |
| 419172     | 2009 TX25  | 14 out 2009 | Catalina        | CSS                 | —         | MPC                           |
| 419173     | 2009 TY29  | 23 abr 2007 | Mount Lemmon    | Mount Lemmon Survey | —         | MPC                           |
| 419174     | 2009 TA31  | 15 out 2009 | Mount Lemmon    | Mount Lemmon Survey | —         | MPC                           |
| 419175     | 2009 TP32  | 14 out 2009 | Catalina        | CSS                 | —         | MPC                           |
| 419176     | 2009 TH33  | 12 out 2009 | La Sagra        | Mallorca Obs.       | —         | MPC                           |
| 419177     | 2009 TK33  | 14 out 2009 | La Sagra        | Mallorca Obs.       | —         | MPC                           |
| 419178     | 2009 TU33  | 9 out 2009  | Catalina        | CSS                 | —         | MPC                           |
| 419179     | 2009 TJ39  | 15 out 2009 | Catalina        | CSS                 | —         | MPC                           |
| 419180     | 2009 TM40  | 1 dez 2005  | Kitt Peak       | Spacewatch          | —         | MPC                           |
| 419181     | 2009 TN40  | 15 out 2009 | Catalina        | CSS                 | —         | MPC                           |
| 419182     | 2009 TN42  | 12 out 2009 | Mount Lemmon    | Mount Lemmon Survey | —         | MPC                           |
| 419183     | 2009 TL43  | 1 out 2009  | Mount Lemmon    | Mount Lemmon Survey | —         | MPC                           |
| 419184     | 2009 TF47  | 14 out 2009 | Catalina        | CSS                 | —         | MPC                           |
| 419185     | 2009 UP2   | 18 ago 2009 | Catalina        | CSS                 | —         | MPC                           |
| 419186     | 2009 UY11  | 16 out 2009 | Catalina        | CSS                 | —         | MPC                           |
| 419187     | 2009 UA24  | 18 out 2009 | Mount Lemmon    | Mount Lemmon Survey | —         | MPC                           |
| 419188     | 2009 UP27  | 25 ago 2004 | Kitt Peak       | Spacewatch          | —         | MPC                           |
| 419189     | 2009 UG28  | 22 out 2009 | Mount Lemmon    | Mount Lemmon Survey | —         | MPC                           |
| 419190     | 2009 UX30  | 18 out 2009 | Mount Lemmon    | Mount Lemmon Survey | —         | MPC                           |
| 419191     | 2009 UA33  | 18 out 2009 | Mount Lemmon    | Mount Lemmon Survey | Chloris   | MPC                           |
| 419192     | 2009 UM37  | 22 out 2009 | Mount Lemmon    | Mount Lemmon Survey | —         | MPC                           |
| 419193     | 2009 UT40  | 20 ago 2009 | Kitt Peak       | Spacewatch          | —         | MPC                           |
| 419194     | 2009 UZ49  | 27 set 2009 | Kitt Peak       | Spacewatch          | —         | MPC                           |
| 419195     | 2009 UY50  | 22 out 2009 | Catalina        | CSS                 | —         | MPC                           |
| 419196     | 2009 UZ56  | 23 out 2009 | Mount Lemmon    | Mount Lemmon Survey | —         | MPC                           |
| 419197     | 2009 UA66  | 17 set 2009 | Kitt Peak       | Spacewatch          | —         | MPC                           |
| 419198     | 2009 UO66  | 17 out 2009 | Mount Lemmon    | Mount Lemmon Survey | —         | MPC                           |
| 419199     | 2009 UZ69  | 22 out 2009 | Mount Lemmon    | Mount Lemmon Survey | —         | MPC                           |
| 419200     | 2009 UT80  | 29 set 2009 | Mount Lemmon    | Mount Lemmon Survey | —         | MPC                           |

## 419201–419300
| Designação | Designação | Descoberta  | Descoberta     | Descobridor(es)     | Categoria | Mais informações / Referência |
| Permanente | Provisória | Data        | Local          | Descobridor(es)     | Categoria | Mais informações / Referência |
| ---------- | ---------- | ----------- | -------------- | ------------------- | --------- | ----------------------------- |
| 419201     | 2009 UW82  | 23 out 2009 | Mount Lemmon   | Mount Lemmon Survey | —         | MPC                           |
| 419202     | 2009 UV84  | 23 out 2009 | Mount Lemmon   | Mount Lemmon Survey | —         | MPC                           |
| 419203     | 2009 UN90  | 16 out 2009 | Catalina       | CSS                 | Phocaea   | MPC                           |
| 419204     | 2009 UC96  | 22 out 2009 | Mount Lemmon   | Mount Lemmon Survey | —         | MPC                           |
| 419205     | 2009 UN99  | 23 out 2009 | Kitt Peak      | Spacewatch          | —         | MPC                           |
| 419206     | 2009 UQ101 | 6 jan 2006  | Catalina       | CSS                 | —         | MPC                           |
| 419207     | 2009 UH103 | 24 out 2009 | Kitt Peak      | Spacewatch          | —         | MPC                           |
| 419208     | 2009 UU107 | 17 set 2009 | Catalina       | CSS                 | —         | MPC                           |
| 419209     | 2009 UJ110 | 23 out 2009 | Kitt Peak      | Spacewatch          | —         | MPC                           |
| 419210     | 2009 UD113 | 22 out 2009 | Catalina       | CSS                 | —         | MPC                           |
| 419211     | 2009 UJ113 | 21 out 2009 | Mount Lemmon   | Mount Lemmon Survey | —         | MPC                           |
| 419212     | 2009 UY117 | 14 out 2009 | XuYi           | PMO NEO             | Brangane  | MPC                           |
| 419213     | 2009 UB130 | 29 out 2009 | La Sagra       | Mallorca Obs.       | —         | MPC                           |
| 419214     | 2009 UO132 | 16 out 2009 | Catalina       | CSS                 | —         | MPC                           |
| 419215     | 2009 UR133 | 22 out 2009 | Mount Lemmon   | Mount Lemmon Survey | —         | MPC                           |
| 419216     | 2009 UY134 | 23 out 2009 | Zelenchukskaya | NEAT                | —         | MPC                           |
| 419217     | 2009 UQ137 | 2 dez 2005  | Kitt Peak      | Spacewatch          | —         | MPC                           |
| 419218     | 2009 UQ146 | 26 out 2009 | Mount Lemmon   | Mount Lemmon Survey | —         | MPC                           |
| 419219     | 2009 UB150 | 27 out 2009 | La Sagra       | Mallorca Obs.       | —         | MPC                           |
| 419220     | 2009 UN151 | 16 out 2009 | Mount Lemmon   | Mount Lemmon Survey | —         | MPC                           |
| 419221     | 2009 UY151 | 18 out 2009 | Socorro        | LINEAR              | —         | MPC                           |
| 419222     | 2009 UV152 | 22 out 2009 | Mount Lemmon   | Mount Lemmon Survey | —         | MPC                           |
| 419223     | 2009 UM154 | 16 out 2009 | Mount Lemmon   | Mount Lemmon Survey | —         | MPC                           |
| 419224     | 2009 UV154 | 23 out 2009 | Mount Lemmon   | Mount Lemmon Survey | —         | MPC                           |
| 419225     | 2009 VP4   | 8 nov 2009  | Kitt Peak      | Spacewatch          | —         | MPC                           |
| 419226     | 2009 VF7   | 30 out 2009 | Mount Lemmon   | Mount Lemmon Survey | —         | MPC                           |
| 419227     | 2009 VL7   | 8 nov 2009  | Catalina       | CSS                 | —         | MPC                           |
| 419228     | 2009 VT9   | 23 out 2009 | Mount Lemmon   | Mount Lemmon Survey | —         | MPC                           |
| 419229     | 2009 VP11  | 12 mai 2007 | Kitt Peak      | Spacewatch          | —         | MPC                           |
| 419230     | 2009 VB17  | 8 nov 2009  | Mount Lemmon   | Mount Lemmon Survey | —         | MPC                           |
| 419231     | 2009 VO23  | 9 nov 2009  | Catalina       | CSS                 | —         | MPC                           |
| 419232     | 2009 VT23  | 9 nov 2009  | Mount Lemmon   | Mount Lemmon Survey | —         | MPC                           |
| 419233     | 2009 VW23  | 20 dez 2004 | Mount Lemmon   | Mount Lemmon Survey | —         | MPC                           |
| 419234     | 2009 VB24  | 9 nov 2009  | Mount Lemmon   | Mount Lemmon Survey | —         | MPC                           |
| 419235     | 2009 VE24  | 26 out 2009 | Mount Lemmon   | Mount Lemmon Survey | —         | MPC                           |
| 419236     | 2009 VN29  | 24 out 2009 | Kitt Peak      | Spacewatch          | —         | MPC                           |
| 419237     | 2009 VX30  | 9 nov 2009  | Mount Lemmon   | Mount Lemmon Survey | —         | MPC                           |
| 419238     | 2009 VO31  | 9 out 2004  | Kitt Peak      | Spacewatch          | —         | MPC                           |
| 419239     | 2009 VJ39  | 22 out 2009 | Catalina       | CSS                 | —         | MPC                           |
| 419240     | 2009 VY39  | 11 nov 2009 | Kitt Peak      | Spacewatch          | —         | MPC                           |
| 419241     | 2009 VW41  | 9 nov 2009  | Mount Lemmon   | Mount Lemmon Survey | —         | MPC                           |
| 419242     | 2009 VU42  | 21 out 2009 | Mount Lemmon   | Mount Lemmon Survey | —         | MPC                           |
| 419243     | 2009 VR43  | 9 nov 2009  | Mount Lemmon   | Mount Lemmon Survey | —         | MPC                           |
| 419244     | 2009 VY47  | 25 out 2009 | Kitt Peak      | Spacewatch          | —         | MPC                           |
| 419245     | 2009 VS50  | 15 nov 2009 | La Sagra       | Mallorca Obs.       | —         | MPC                           |
| 419246     | 2009 VP52  | 24 out 2009 | Kitt Peak      | Spacewatch          | —         | MPC                           |
| 419247     | 2009 VO59  | 14 out 2009 | Mount Lemmon   | Mount Lemmon Survey | —         | MPC                           |
| 419248     | 2009 VT61  | 8 nov 2009  | Kitt Peak      | Spacewatch          | —         | MPC                           |
| 419249     | 2009 VJ62  | 20 set 2009 | Mount Lemmon   | Mount Lemmon Survey | —         | MPC                           |
| 419250     | 2009 VP62  | 8 nov 2009  | Kitt Peak      | Spacewatch          | —         | MPC                           |
| 419251     | 2009 VS63  | 8 nov 2009  | Mount Lemmon   | Mount Lemmon Survey | —         | MPC                           |
| 419252     | 2009 VD64  | 16 out 2009 | Mount Lemmon   | Mount Lemmon Survey | Eos       | MPC                           |
| 419253     | 2009 VB68  | 14 abr 2007 | Kitt Peak      | Spacewatch          | —         | MPC                           |
| 419254     | 2009 VE70  | 9 nov 2009  | Mount Lemmon   | Mount Lemmon Survey | —         | MPC                           |
| 419255     | 2009 VW77  | 9 nov 2009  | Catalina       | CSS                 | —         | MPC                           |
| 419256     | 2009 VP81  | 24 out 2009 | Kitt Peak      | Spacewatch          | Eos       | MPC                           |
| 419257     | 2009 VK85  | 5 out 2003  | Kitt Peak      | Spacewatch          | —         | MPC                           |
| 419258     | 2009 VP87  | 10 nov 2009 | Kitt Peak      | Spacewatch          | —         | MPC                           |
| 419259     | 2009 VX92  | 11 nov 2009 | Catalina       | CSS                 | —         | MPC                           |
| 419260     | 2009 VA94  | 14 out 2009 | Mount Lemmon   | Mount Lemmon Survey | —         | MPC                           |
| 419261     | 2009 VT94  | 9 nov 2009  | Kitt Peak      | Spacewatch          | —         | MPC                           |
| 419262     | 2009 VT99  | 17 out 2009 | Mount Lemmon   | Mount Lemmon Survey | —         | MPC                           |
| 419263     | 2009 VH100 | 10 nov 2009 | Kitt Peak      | Spacewatch          | —         | MPC                           |
| 419264     | 2009 VX101 | 26 out 2009 | Kitt Peak      | Spacewatch          | —         | MPC                           |
| 419265     | 2009 VU105 | 15 jul 2004 | Siding Spring  | SSS                 | —         | MPC                           |
| 419266     | 2009 VR108 | 9 nov 2009  | Catalina       | CSS                 | —         | MPC                           |
| 419267     | 2009 VS109 | 9 nov 2009  | Catalina       | CSS                 | —         | MPC                           |
| 419268     | 2009 VW110 | 10 nov 2009 | Mount Lemmon   | Mount Lemmon Survey | —         | MPC                           |
| 419269     | 2009 VU112 | 8 nov 2009  | Mount Lemmon   | Mount Lemmon Survey | —         | MPC                           |
| 419270     | 2009 VS114 | 11 nov 2009 | Mount Lemmon   | Mount Lemmon Survey | —         | MPC                           |
| 419271     | 2009 VX115 | 8 nov 2009  | Kitt Peak      | Spacewatch          | —         | MPC                           |
| 419272     | 2009 WC1   | 17 nov 2009 | Kitt Peak      | Spacewatch          | —         | MPC                           |
| 419273     | 2009 WN3   | 23 out 2009 | Mount Lemmon   | Mount Lemmon Survey | Brangane  | MPC                           |
| 419274     | 2009 WY3   | 10 mar 2007 | Mount Lemmon   | Mount Lemmon Survey | —         | MPC                           |
| 419275     | 2009 WE10  | 19 nov 2009 | Socorro        | LINEAR              | —         | MPC                           |
| 419276     | 2009 WW10  | 18 nov 2009 | Dauban         | F. Kugel            | —         | MPC                           |
| 419277     | 2009 WU11  | 22 set 2009 | Mount Lemmon   | Mount Lemmon Survey | —         | MPC                           |
| 419278     | 2009 WD12  | 22 out 2009 | Mount Lemmon   | Mount Lemmon Survey | —         | MPC                           |
| 419279     | 2009 WL12  | 22 out 2009 | Mount Lemmon   | Mount Lemmon Survey | —         | MPC                           |
| 419280     | 2009 WT12  | 1 fev 2006  | Kitt Peak      | Spacewatch          | —         | MPC                           |
| 419281     | 2009 WB15  | 16 nov 2009 | Mount Lemmon   | Mount Lemmon Survey | —         | MPC                           |
| 419282     | 2009 WV15  | 16 nov 2009 | Mount Lemmon   | Mount Lemmon Survey | —         | MPC                           |
| 419283     | 2009 WM21  | 12 out 2009 | Mount Lemmon   | Mount Lemmon Survey | —         | MPC                           |
| 419284     | 2009 WM22  | 18 nov 2009 | Kitt Peak      | Spacewatch          | —         | MPC                           |
| 419285     | 2009 WW23  | 16 nov 2009 | Tzec Maun      | Tzec Maun Obs.      | —         | MPC                           |
| 419286     | 2009 WN24  | 23 out 2009 | Mount Lemmon   | Mount Lemmon Survey | Brangane  | MPC                           |
| 419287     | 2009 WQ28  | 17 out 2009 | Mount Lemmon   | Mount Lemmon Survey | —         | MPC                           |
| 419288     | 2009 WR30  | 16 nov 2009 | Kitt Peak      | Spacewatch          | —         | MPC                           |
| 419289     | 2009 WD31  | 16 nov 2009 | Kitt Peak      | Spacewatch          | —         | MPC                           |
| 419290     | 2009 WB33  | 16 nov 2009 | Kitt Peak      | Spacewatch          | —         | MPC                           |
| 419291     | 2009 WQ33  | 29 nov 1999 | Kitt Peak      | Spacewatch          | —         | MPC                           |
| 419292     | 2009 WV33  | 8 nov 2009  | Kitt Peak      | Spacewatch          | —         | MPC                           |
| 419293     | 2009 WH34  | 16 nov 2009 | Kitt Peak      | Spacewatch          | —         | MPC                           |
| 419294     | 2009 WR34  | 16 nov 2009 | Kitt Peak      | Spacewatch          | Brangane  | MPC                           |
| 419295     | 2009 WG35  | 19 set 2009 | Kitt Peak      | Spacewatch          | —         | MPC                           |
| 419296     | 2009 WX35  | 17 nov 2009 | Kitt Peak      | Spacewatch          | —         | MPC                           |
| 419297     | 2009 WK40  | 8 nov 2009  | Mount Lemmon   | Mount Lemmon Survey | —         | MPC                           |
| 419298     | 2009 WQ41  | 17 nov 2009 | Kitt Peak      | Spacewatch          | —         | MPC                           |
| 419299     | 2009 WX42  | 17 nov 2009 | Catalina       | CSS                 | —         | MPC                           |
| 419300     | 2009 WA47  | 24 out 2009 | Mount Lemmon   | Mount Lemmon Survey | —         | MPC                           |

## 419301–419400
| Designação | Designação | Descoberta  | Descoberta    | Descobridor(es)     | Categoria | Mais informações / Referência |
| Permanente | Provisória | Data        | Local         | Descobridor(es)     | Categoria | Mais informações / Referência |
| ---------- | ---------- | ----------- | ------------- | ------------------- | --------- | ----------------------------- |
| 419301     | 2009 WG47  | 18 nov 2009 | La Sagra      | Mallorca Obs.       | —         | MPC                           |
| 419302     | 2009 WE48  | 19 nov 2009 | Kitt Peak     | Spacewatch          | —         | MPC                           |
| 419303     | 2009 WC49  | 19 nov 2009 | Kitt Peak     | Spacewatch          | —         | MPC                           |
| 419304     | 2009 WV50  | 20 nov 2009 | Kitt Peak     | Spacewatch          | —         | MPC                           |
| 419305     | 2009 WO59  | 29 dez 2005 | Mount Lemmon  | Mount Lemmon Survey | —         | MPC                           |
| 419306     | 2009 WN61  | 30 dez 2005 | Kitt Peak     | Spacewatch          | —         | MPC                           |
| 419307     | 2009 WL66  | 23 out 2009 | Mount Lemmon  | Mount Lemmon Survey | —         | MPC                           |
| 419308     | 2009 WQ71  | 18 nov 2009 | Kitt Peak     | Spacewatch          | —         | MPC                           |
| 419309     | 2009 WM72  | 18 nov 2009 | Kitt Peak     | Spacewatch          | —         | MPC                           |
| 419310     | 2009 WN74  | 10 nov 2009 | Kitt Peak     | Spacewatch          | —         | MPC                           |
| 419311     | 2009 WS75  | 18 nov 2009 | Kitt Peak     | Spacewatch          | —         | MPC                           |
| 419312     | 2009 WZ75  | 18 nov 2009 | Kitt Peak     | Spacewatch          | —         | MPC                           |
| 419313     | 2009 WZ79  | 18 nov 2009 | Kitt Peak     | Spacewatch          | —         | MPC                           |
| 419314     | 2009 WN82  | 19 nov 2009 | Kitt Peak     | Spacewatch          | —         | MPC                           |
| 419315     | 2009 WH83  | 9 nov 2009  | Mount Lemmon  | Mount Lemmon Survey | —         | MPC                           |
| 419316     | 2009 WJ83  | 19 nov 2009 | Kitt Peak     | Spacewatch          | —         | MPC                           |
| 419317     | 2009 WN85  | 19 nov 2009 | Kitt Peak     | Spacewatch          | Croatia   | MPC                           |
| 419318     | 2009 WM87  | 19 nov 2009 | Kitt Peak     | Spacewatch          | —         | MPC                           |
| 419319     | 2009 WS90  | 12 out 2009 | Mount Lemmon  | Mount Lemmon Survey | —         | MPC                           |
| 419320     | 2009 WY93  | 19 set 2003 | Kitt Peak     | Spacewatch          | Brangane  | MPC                           |
| 419321     | 2009 WG96  | 8 nov 2009  | Kitt Peak     | Spacewatch          | —         | MPC                           |
| 419322     | 2009 WO101 | 22 nov 2009 | Catalina      | CSS                 | —         | MPC                           |
| 419323     | 2009 WU104 | 18 set 2003 | Kitt Peak     | Spacewatch          | —         | MPC                           |
| 419324     | 2009 WV104 | 8 nov 2009  | Catalina      | CSS                 | Brangane  | MPC                           |
| 419325     | 2009 WY110 | 11 abr 2007 | Catalina      | CSS                 | —         | MPC                           |
| 419326     | 2009 WR119 | 20 nov 2009 | Kitt Peak     | Spacewatch          | —         | MPC                           |
| 419327     | 2009 WR128 | 3 nov 2004  | Kitt Peak     | Spacewatch          | —         | MPC                           |
| 419328     | 2009 WZ131 | 27 ago 2009 | Kitt Peak     | Spacewatch          | —         | MPC                           |
| 419329     | 2009 WX133 | 27 out 2009 | Kitt Peak     | Spacewatch          | —         | MPC                           |
| 419330     | 2009 WO134 | 22 nov 2009 | Catalina      | CSS                 | —         | MPC                           |
| 419331     | 2009 WE149 | 19 nov 2009 | Mount Lemmon  | Mount Lemmon Survey | —         | MPC                           |
| 419332     | 2009 WW156 | 27 jan 2006 | Mount Lemmon  | Mount Lemmon Survey | —         | MPC                           |
| 419333     | 2009 WW160 | 21 nov 2009 | Kitt Peak     | Spacewatch          | —         | MPC                           |
| 419334     | 2009 WC161 | 21 nov 2009 | Mount Lemmon  | Mount Lemmon Survey | Brangane  | MPC                           |
| 419335     | 2009 WS164 | 24 nov 2003 | Anderson Mesa | LONEOS              | —         | MPC                           |
| 419336     | 2009 WF166 | 9 nov 2009  | Kitt Peak     | Spacewatch          | —         | MPC                           |
| 419337     | 2009 WT169 | 22 nov 2009 | Kitt Peak     | Spacewatch          | —         | MPC                           |
| 419338     | 2009 WN171 | 18 out 2003 | Kitt Peak     | Spacewatch          | Brangane  | MPC                           |
| 419339     | 2009 WN172 | 9 nov 2009  | Catalina      | CSS                 | —         | MPC                           |
| 419340     | 2009 WN176 | 23 nov 2009 | Kitt Peak     | Spacewatch          | Brangane  | MPC                           |
| 419341     | 2009 WH177 | 23 nov 2009 | Kitt Peak     | Spacewatch          | —         | MPC                           |
| 419342     | 2009 WX180 | 7 jan 2006  | Kitt Peak     | Spacewatch          | —         | MPC                           |
| 419343     | 2009 WP181 | 23 nov 2009 | Kitt Peak     | Spacewatch          | —         | MPC                           |
| 419344     | 2009 WE182 | 23 nov 2009 | Kitt Peak     | Spacewatch          | —         | MPC                           |
| 419345     | 2009 WJ185 | 17 set 2003 | Palomar       | NEAT                | —         | MPC                           |
| 419346     | 2009 WT185 | 24 nov 2009 | Mount Lemmon  | Mount Lemmon Survey | —         | MPC                           |
| 419347     | 2009 WS186 | 24 nov 2009 | Mount Lemmon  | Mount Lemmon Survey | —         | MPC                           |
| 419348     | 2009 WS187 | 3 out 2003  | Kitt Peak     | Spacewatch          | —         | MPC                           |
| 419349     | 2009 WO198 | 26 nov 2009 | Mount Lemmon  | Mount Lemmon Survey | —         | MPC                           |
| 419350     | 2009 WQ200 | 26 nov 2009 | Mount Lemmon  | Mount Lemmon Survey | Brangane  | MPC                           |
| 419351     | 2009 WM208 | 26 out 2009 | Mount Lemmon  | Mount Lemmon Survey | —         | MPC                           |
| 419352     | 2009 WB209 | 17 nov 2009 | Kitt Peak     | Spacewatch          | —         | MPC                           |
| 419353     | 2009 WN209 | 9 nov 2009  | Kitt Peak     | Spacewatch          | —         | MPC                           |
| 419354     | 2009 WN215 | 15 set 2009 | Kitt Peak     | Spacewatch          | —         | MPC                           |
| 419355     | 2009 WE222 | 25 dez 2005 | Mount Lemmon  | Mount Lemmon Survey | —         | MPC                           |
| 419356     | 2009 WO224 | 22 nov 2000 | Kitt Peak     | Spacewatch          | —         | MPC                           |
| 419357     | 2009 WV249 | 17 nov 2009 | Kitt Peak     | Spacewatch          | —         | MPC                           |
| 419358     | 2009 WE250 | 17 nov 2009 | Kitt Peak     | Spacewatch          | —         | MPC                           |
| 419359     | 2009 WA254 | 9 nov 2009  | Mount Lemmon  | Mount Lemmon Survey | Brangane  | MPC                           |
| 419360     | 2009 WB257 | 28 ago 2009 | Kitt Peak     | Spacewatch          | —         | MPC                           |
| 419361     | 2009 WA260 | 21 nov 2009 | Kitt Peak     | Spacewatch          | —         | MPC                           |
| 419362     | 2009 WD260 | 21 nov 2009 | Mount Lemmon  | Mount Lemmon Survey | —         | MPC                           |
| 419363     | 2009 WL260 | 25 nov 2009 | Mount Lemmon  | Mount Lemmon Survey | —         | MPC                           |
| 419364     | 2009 WE264 | 16 nov 2009 | Mount Lemmon  | Mount Lemmon Survey | —         | MPC                           |
| 419365     | 2009 XF1   | 10 dez 2009 | Mayhill       | iTelescope Obs.     | —         | MPC                           |
| 419366     | 2009 XP1   | 10 dez 2009 | Tzec Maun     | Tzec Maun Obs.      | —         | MPC                           |
| 419367     | 2009 XQ3   | 9 dez 2009  | La Sagra      | Mallorca Obs.       | —         | MPC                           |
| 419368     | 2009 XL4   | 10 dez 2009 | Mount Lemmon  | Mount Lemmon Survey | —         | MPC                           |
| 419369     | 2009 XT8   | 27 nov 2009 | Mount Lemmon  | Mount Lemmon Survey | —         | MPC                           |
| 419370     | 2009 XU12  | 11 dez 1998 | Kitt Peak     | Spacewatch          | —         | MPC                           |
| 419371     | 2009 XJ13  | 11 dez 2009 | Mount Lemmon  | Mount Lemmon Survey | —         | MPC                           |
| 419372     | 2009 XC14  | 26 out 2009 | Kitt Peak     | Spacewatch          | —         | MPC                           |
| 419373     | 2009 XO14  | 15 dez 2009 | Mount Lemmon  | Mount Lemmon Survey | —         | MPC                           |
| 419374     | 2009 XB16  | 15 dez 2009 | Mount Lemmon  | Mount Lemmon Survey | —         | MPC                           |
| 419375     | 2009 XK16  | 15 dez 2009 | Mount Lemmon  | Mount Lemmon Survey | —         | MPC                           |
| 419376     | 2009 XJ21  | 10 dez 2009 | Mount Lemmon  | Mount Lemmon Survey | —         | MPC                           |
| 419377     | 2009 YR2   | 17 dez 2009 | Mount Lemmon  | Mount Lemmon Survey | —         | MPC                           |
| 419378     | 2009 YP5   | 17 dez 2009 | Mount Lemmon  | Mount Lemmon Survey | —         | MPC                           |
| 419379     | 2009 YN9   | 19 nov 2009 | Mount Lemmon  | Mount Lemmon Survey | —         | MPC                           |
| 419380     | 2009 YT9   | 17 dez 2009 | Mount Lemmon  | Mount Lemmon Survey | —         | MPC                           |
| 419381     | 2009 YX11  | 18 dez 2009 | Mount Lemmon  | Mount Lemmon Survey | —         | MPC                           |
| 419382     | 2009 YM12  | 18 dez 2009 | Mount Lemmon  | Mount Lemmon Survey | Brangane  | MPC                           |
| 419383     | 2009 YO12  | 18 dez 2009 | Mount Lemmon  | Mount Lemmon Survey | —         | MPC                           |
| 419384     | 2009 YU12  | 18 dez 2009 | Mount Lemmon  | Mount Lemmon Survey | Brangane  | MPC                           |
| 419385     | 2009 YA21  | 11 nov 2009 | Mount Lemmon  | Mount Lemmon Survey | —         | MPC                           |
| 419386     | 2009 YM21  | 27 dez 2009 | Kitt Peak     | Spacewatch          | —         | MPC                           |
| 419387     | 2009 YT21  | 27 dez 2009 | Kitt Peak     | Spacewatch          | —         | MPC                           |
| 419388     | 2009 YM22  | 21 nov 2009 | Mount Lemmon  | Mount Lemmon Survey | —         | MPC                           |
| 419389     | 2010 AA6   | 25 nov 2009 | Kitt Peak     | Spacewatch          | —         | MPC                           |
| 419390     | 2010 AT10  | 19 dez 2009 | Mount Lemmon  | Mount Lemmon Survey | —         | MPC                           |
| 419391     | 2010 AO11  | 6 jan 2010  | Mount Lemmon  | Mount Lemmon Survey | —         | MPC                           |
| 419392     | 2010 AA12  | 18 out 2009 | Mount Lemmon  | Mount Lemmon Survey | —         | MPC                           |
| 419393     | 2010 AO13  | 7 jan 2010  | Kitt Peak     | Spacewatch          | —         | MPC                           |
| 419394     | 2010 AN22  | 6 jan 2010  | Kitt Peak     | Spacewatch          | —         | MPC                           |
| 419395     | 2010 AA26  | 6 jan 2010  | Kitt Peak     | Spacewatch          | —         | MPC                           |
| 419396     | 2010 AZ30  | 18 dez 2009 | Mount Lemmon  | Mount Lemmon Survey | —         | MPC                           |
| 419397     | 2010 AD32  | 6 jan 2010  | Kitt Peak     | Spacewatch          | —         | MPC                           |
| 419398     | 2010 AV33  | 7 jan 2010  | Kitt Peak     | Spacewatch          | —         | MPC                           |
| 419399     | 2010 AK35  | 7 jan 2010  | Kitt Peak     | Spacewatch          | —         | MPC                           |
| 419400     | 2010 AE38  | 19 dez 2009 | Mount Lemmon  | Mount Lemmon Survey | —         | MPC                           |

## 419401–419500
| Designação | Designação | Descoberta  | Descoberta      | Descobridor(es)     | Categoria | Mais informações / Referência |
| Permanente | Provisória | Data        | Local           | Descobridor(es)     | Categoria | Mais informações / Referência |
| ---------- | ---------- | ----------- | --------------- | ------------------- | --------- | ----------------------------- |
| 419401     | 2010 AU38  | 8 jan 2010  | Kitt Peak       | Spacewatch          | —         | MPC                           |
| 419402     | 2010 AY39  | 7 jan 2010  | Socorro         | LINEAR              | —         | MPC                           |
| 419403     | 2010 AY41  | 6 jan 2010  | Catalina        | CSS                 | Juno      | MPC                           |
| 419404     | 2010 AM44  | 7 jan 2010  | Kitt Peak       | Spacewatch          | —         | MPC                           |
| 419405     | 2010 AX48  | 8 jan 2010  | Kitt Peak       | Spacewatch          | Brangane  | MPC                           |
| 419406     | 2010 AG55  | 8 jan 2010  | Kitt Peak       | Spacewatch          | —         | MPC                           |
| 419407     | 2010 AC59  | 29 set 2009 | Mount Lemmon    | Mount Lemmon Survey | —         | MPC                           |
| 419408     | 2010 AS59  | 6 jan 2010  | Catalina        | CSS                 | —         | MPC                           |
| 419409     | 2010 AT64  | 10 jan 2010 | Kitt Peak       | Spacewatch          | —         | MPC                           |
| 419410     | 2010 AR66  | 11 jan 2010 | Kitt Peak       | Spacewatch          | —         | MPC                           |
| 419411     | 2010 AV66  | 11 jan 2010 | Kitt Peak       | Spacewatch          | —         | MPC                           |
| 419412     | 2010 AM67  | 12 jan 2010 | Kitt Peak       | Spacewatch          | —         | MPC                           |
| 419413     | 2010 AK70  | 12 mar 2005 | Socorro         | LINEAR              | —         | MPC                           |
| 419414     | 2010 AS74  | 13 jan 2010 | Socorro         | LINEAR              | —         | MPC                           |
| 419415     | 2010 AF78  | 30 out 2009 | Mount Lemmon    | Mount Lemmon Survey | —         | MPC                           |
| 419416     | 2010 AN79  | 8 jan 2010  | Kitt Peak       | Spacewatch          | —         | MPC                           |
| 419417     | 2010 AY79  | 13 jan 2010 | Catalina        | CSS                 | —         | MPC                           |
| 419418     | 2010 AF81  | 7 jan 2010  | Kitt Peak       | Spacewatch          | —         | MPC                           |
| 419419     | 2010 AR103 | 12 jan 2010 | WISE            | WISE                | —         | MPC                           |
| 419420     | 2010 AY103 | 12 jan 2010 | WISE            | WISE                | —         | MPC                           |
| 419421     | 2010 AC116 | 27 dez 2005 | Kitt Peak       | Spacewatch          | —         | MPC                           |
| 419422     | 2010 BA    | 16 jan 2010 | Bisei SG Center | BATTeRS             | —         | MPC                           |
| 419423     | 2010 BA3   | 19 jan 2010 | Črni Vrh        | Črni Vrh            | —         | MPC                           |
| 419424     | 2010 BB6   | 20 jan 2010 | Siding Spring   | SSS                 | —         | MPC                           |
| 419425     | 2010 BC6   | 20 jan 2010 | Siding Spring   | SSS                 | —         | MPC                           |
| 419426     | 2010 BU6   | 16 jan 2010 | WISE            | WISE                | —         | MPC                           |
| 419427     | 2010 BD8   | 16 jan 2010 | WISE            | WISE                | —         | MPC                           |
| 419428     | 2010 BR59  | 24 out 2009 | Kitt Peak       | Spacewatch          | —         | MPC                           |
| 419429     | 2010 BW62  | 21 out 2009 | Catalina        | CSS                 | —         | MPC                           |
| 419430     | 2010 CD5   | 8 fev 2010  | Kitt Peak       | Spacewatch          | —         | MPC                           |
| 419431     | 2010 CC33  | 10 fev 2010 | Kitt Peak       | Spacewatch          | —         | MPC                           |
| 419432     | 2010 CN33  | 8 mar 2005  | Mount Lemmon    | Mount Lemmon Survey | Ursula    | MPC                           |
| 419433     | 2010 CL35  | 10 fev 2010 | Kitt Peak       | Spacewatch          | —         | MPC                           |
| 419434     | 2010 CY42  | 9 fev 2010  | Catalina        | CSS                 | —         | MPC                           |
| 419435     | 2010 CW43  | 14 fev 2010 | Nogales         | J.-C. Merlin        | —         | MPC                           |
| 419436     | 2010 CT56  | 13 fev 2010 | Socorro         | LINEAR              | —         | MPC                           |
| 419437     | 2010 CV58  | 13 fev 2010 | Socorro         | LINEAR              | —         | MPC                           |
| 419438     | 2010 CP73  | 23 set 2008 | Catalina        | CSS                 | —         | MPC                           |
| 419439     | 2010 CP74  | 13 jan 2005 | Kitt Peak       | Spacewatch          | —         | MPC                           |
| 419440     | 2010 CQ75  | 13 fev 2010 | Catalina        | CSS                 | —         | MPC                           |
| 419441     | 2010 CS76  | 13 fev 2010 | Kitt Peak       | Spacewatch          | —         | MPC                           |
| 419442     | 2010 CN82  | 13 fev 2010 | Kitt Peak       | Spacewatch          | —         | MPC                           |
| 419443     | 2010 CS82  | 13 fev 2010 | Kitt Peak       | Spacewatch          | —         | MPC                           |
| 419444     | 2010 CN85  | 14 fev 2010 | Kitt Peak       | Spacewatch          | —         | MPC                           |
| 419445     | 2010 CF99  | 14 fev 2010 | Kitt Peak       | Spacewatch          | —         | MPC                           |
| 419446     | 2010 CZ100 | 14 fev 2010 | Mount Lemmon    | Mount Lemmon Survey | —         | MPC                           |
| 419447     | 2010 CX117 | 15 fev 2010 | Kitt Peak       | Spacewatch          | —         | MPC                           |
| 419448     | 2010 CO124 | 26 out 2009 | Kitt Peak       | Spacewatch          | —         | MPC                           |
| 419449     | 2010 CE128 | 16 dez 2003 | Kitt Peak       | Spacewatch          | —         | MPC                           |
| 419450     | 2010 CW128 | 9 fev 2010  | Catalina        | CSS                 | —         | MPC                           |
| 419451     | 2010 CJ129 | 11 fev 2010 | La Sagra        | Mallorca Obs.       | —         | MPC                           |
| 419452     | 2010 CC138 | 9 fev 2010  | Kitt Peak       | Spacewatch          | —         | MPC                           |
| 419453     | 2010 CN139 | 13 fev 2010 | Kitt Peak       | Spacewatch          | —         | MPC                           |
| 419454     | 2010 CX141 | 6 jan 2010  | Catalina        | CSS                 | —         | MPC                           |
| 419455     | 2010 CY141 | 20 dez 2009 | Kitt Peak       | Spacewatch          | —         | MPC                           |
| 419456     | 2010 CJ142 | 6 fev 2010  | Mount Lemmon    | Mount Lemmon Survey | —         | MPC                           |
| 419457     | 2010 CQ144 | 13 fev 2010 | Catalina        | CSS                 | —         | MPC                           |
| 419458     | 2010 CC146 | 15 fev 2010 | Catalina        | CSS                 | —         | MPC                           |
| 419459     | 2010 CX147 | 13 fev 2010 | Kitt Peak       | Spacewatch          | —         | MPC                           |
| 419460     | 2010 CJ148 | 14 fev 2010 | Mount Lemmon    | Mount Lemmon Survey | —         | MPC                           |
| 419461     | 2010 CJ153 | 14 fev 2010 | Catalina        | CSS                 | —         | MPC                           |
| 419462     | 2010 CW157 | 15 fev 2010 | Kitt Peak       | Spacewatch          | —         | MPC                           |
| 419463     | 2010 CX157 | 15 fev 2010 | Kitt Peak       | Spacewatch          | —         | MPC                           |
| 419464     | 2010 CC180 | 12 fev 2010 | La Sagra        | Mallorca Obs.       | —         | MPC                           |
| 419465     | 2010 CK180 | 15 fev 2010 | Catalina        | CSS                 | —         | MPC                           |
| 419466     | 2010 CO181 | 14 fev 2010 | Haleakalā       | Pan-STARRS          | —         | MPC                           |
| 419467     | 2010 CA182 | 10 ago 2007 | Kitt Peak       | Spacewatch          | —         | MPC                           |
| 419468     | 2010 CS183 | 18 nov 2008 | Catalina        | CSS                 | —         | MPC                           |
| 419469     | 2010 CA184 | 15 fev 2010 | Catalina        | CSS                 | —         | MPC                           |
| 419470     | 2010 CE185 | 15 fev 2010 | Socorro         | LINEAR              | —         | MPC                           |
| 419471     | 2010 CQ204 | 30 set 2009 | Mount Lemmon    | Mount Lemmon Survey | —         | MPC                           |
| 419472     | 2010 DW1   | 17 fev 2010 | Socorro         | LINEAR              | —         | MPC                           |
| 419473     | 2010 DS5   | 7 out 2008  | Mount Lemmon    | Mount Lemmon Survey | —         | MPC                           |
| 419474     | 2010 DN32  | 18 fev 2010 | WISE            | WISE                | —         | MPC                           |
| 419475     | 2010 DE37  | 20 mar 1999 | Apache Point    | SDSS                | —         | MPC                           |
| 419476     | 2010 DY40  | 17 fev 2010 | Mount Lemmon    | Mount Lemmon Survey | —         | MPC                           |
| 419477     | 2010 DD42  | 17 fev 2010 | Mount Lemmon    | Mount Lemmon Survey | Brangane  | MPC                           |
| 419478     | 2010 DN43  | 17 fev 2010 | Kitt Peak       | Spacewatch          | —         | MPC                           |
| 419479     | 2010 DS49  | 19 fev 2010 | Mount Lemmon    | Mount Lemmon Survey | —         | MPC                           |
| 419480     | 2010 DC52  | 21 fev 2010 | WISE            | WISE                | —         | MPC                           |
| 419481     | 2010 DE61  | 10 dez 2009 | Mount Lemmon    | Mount Lemmon Survey | —         | MPC                           |
| 419482     | 2010 DW66  | 13 dez 2009 | Mount Lemmon    | Mount Lemmon Survey | —         | MPC                           |
| 419483     | 2010 DA75  | 17 fev 2010 | Kitt Peak       | Spacewatch          | —         | MPC                           |
| 419484     | 2010 EJ7   | 8 mai 2006  | Mount Lemmon    | Mount Lemmon Survey | —         | MPC                           |
| 419485     | 2010 EK9   | 30 jul 2008 | Kitt Peak       | Spacewatch          | —         | MPC                           |
| 419486     | 2010 EK16  | 6 mar 2010  | WISE            | WISE                | —         | MPC                           |
| 419487     | 2010 EM29  | 4 mar 2010  | Kitt Peak       | Spacewatch          | —         | MPC                           |
| 419488     | 2010 EB30  | 5 mar 2010  | Catalina        | CSS                 | —         | MPC                           |
| 419489     | 2010 EH36  | 20 dez 2009 | Kitt Peak       | Spacewatch          | —         | MPC                           |
| 419490     | 2010 ET43  | 12 mar 2010 | Dauban          | F. Kugel            | —         | MPC                           |
| 419491     | 2010 EY45  | 14 mar 2010 | Catalina        | CSS                 | —         | MPC                           |
| 419492     | 2010 ES75  | 12 mar 2010 | Kitt Peak       | Spacewatch          | —         | MPC                           |
| 419493     | 2010 EF105 | 5 mar 2010  | Catalina        | CSS                 | —         | MPC                           |
| 419494     | 2010 EF108 | 13 mar 2010 | Kitt Peak       | Spacewatch          | —         | MPC                           |
| 419495     | 2010 EJ124 | 12 mar 2010 | Kitt Peak       | Spacewatch          | —         | MPC                           |
| 419496     | 2010 ES124 | 12 mar 2010 | Mount Lemmon    | Mount Lemmon Survey | —         | MPC                           |
| 419497     | 2010 EC126 | 13 mar 2010 | Catalina        | CSS                 | Juno      | MPC                           |
| 419498     | 2010 ES126 | 15 mar 2010 | La Sagra        | Mallorca Obs.       | —         | MPC                           |
| 419499     | 2010 EV127 | 14 mar 2010 | Catalina        | CSS                 | —         | MPC                           |
| 419500     | 2010 EP140 | 15 mar 2010 | Catalina        | CSS                 | Brangane  | MPC                           |

## 419501–419600
| Designação | Designação | Descoberta  | Descoberta        | Descobridor(es)     | Categoria | Mais informações / Referência |
| Permanente | Provisória | Data        | Local             | Descobridor(es)     | Categoria | Mais informações / Referência |
| ---------- | ---------- | ----------- | ----------------- | ------------------- | --------- | ----------------------------- |
| 419501     | 2010 FZ25  | 11 out 2007 | Kitt Peak         | Spacewatch          | —         | MPC                           |
| 419502     | 2010 FY27  | 20 mar 2010 | Catalina          | CSS                 | —         | MPC                           |
| 419503     | 2010 FE83  | 19 mar 2010 | Kitt Peak         | Spacewatch          | —         | MPC                           |
| 419504     | 2010 FG83  | 19 mar 2010 | Catalina          | CSS                 | —         | MPC                           |
| 419505     | 2010 FG98  | 18 mar 2010 | Mount Lemmon      | Mount Lemmon Survey | —         | MPC                           |
| 419506     | 2010 GE11  | 2 abr 2010  | WISE              | WISE                | —         | MPC                           |
| 419507     | 2010 GW27  | 5 abr 2010  | Bergisch Gladbach | W. Bickel           | —         | MPC                           |
| 419508     | 2010 GR62  | 12 abr 2010 | Socorro           | LINEAR              | —         | MPC                           |
| 419509     | 2010 GB66  | 6 abr 2010  | Mount Lemmon      | Mount Lemmon Survey | —         | MPC                           |
| 419510     | 2010 GB113 | 31 dez 2008 | Catalina          | CSS                 | Brangane  | MPC                           |
| 419511     | 2010 GR116 | 10 abr 2010 | Mount Lemmon      | Mount Lemmon Survey | —         | MPC                           |
| 419512     | 2010 GV145 | 17 mar 2010 | Catalina          | CSS                 | —         | MPC                           |
| 419513     | 2010 GY163 | 27 out 2008 | Kitt Peak         | Spacewatch          | —         | MPC                           |
| 419514     | 2010 GY172 | 21 dez 2008 | Socorro           | LINEAR              | Brangane  | MPC                           |
| 419515     | 2010 HS10  | 17 abr 2010 | WISE              | WISE                | —         | MPC                           |
| 419516     | 2010 HN14  | 18 abr 2010 | WISE              | WISE                | —         | MPC                           |
| 419517     | 2010 HU22  | 25 abr 2010 | WISE              | WISE                | —         | MPC                           |
| 419518     | 2010 HS27  | 19 abr 2010 | WISE              | WISE                | —         | MPC                           |
| 419519     | 2010 HZ100 | 30 abr 2010 | WISE              | WISE                | —         | MPC                           |
| 419520     | 2010 JG1   | 5 mai 2010  | Catalina          | CSS                 | —         | MPC                           |
| 419521     | 2010 JQ34  | 7 mai 2010  | Sierra Stars      | Sierra Stars Obs.   | —         | MPC                           |
| 419522     | 2010 JU38  | 7 out 2005  | Mount Lemmon      | Mount Lemmon Survey | —         | MPC                           |
| 419523     | 2010 JA65  | 8 mai 2010  | WISE              | WISE                | —         | MPC                           |
| 419524     | 2010 JV80  | 10 mai 2010 | WISE              | WISE                | —         | MPC                           |
| 419525     | 2010 JD82  | 10 abr 2010 | Kitt Peak         | Spacewatch          | —         | MPC                           |
| 419526     | 2010 JH123 | 13 mai 2010 | WISE              | WISE                | —         | MPC                           |
| 419527     | 2010 KN4   | 16 mai 2010 | WISE              | WISE                | —         | MPC                           |
| 419528     | 2010 KA33  | 26 jul 1995 | Kitt Peak         | Spacewatch          | —         | MPC                           |
| 419529     | 2010 KL73  | 25 mai 2010 | WISE              | WISE                | —         | MPC                           |
| 419530     | 2010 KF78  | 25 mai 2010 | WISE              | WISE                | —         | MPC                           |
| 419531     | 2010 KT88  | 27 mai 2010 | WISE              | WISE                | —         | MPC                           |
| 419532     | 2010 KM94  | 27 mai 2010 | WISE              | WISE                | —         | MPC                           |
| 419533     | 2010 KJ104 | 29 mai 2010 | WISE              | WISE                | —         | MPC                           |
| 419534     | 2010 KT117 | 17 mai 2010 | La Sagra          | Mallorca Obs.       | —         | MPC                           |
| 419535     | 2010 LS4   | 1 jun 2010  | WISE              | WISE                | —         | MPC                           |
| 419536     | 2010 LE82  | 11 jun 2010 | WISE              | WISE                | —         | MPC                           |
| 419537     | 2010 MO6   | 16 jun 2010 | WISE              | WISE                | —         | MPC                           |
| 419538     | 2010 MF14  | 17 jun 2010 | WISE              | WISE                | —         | MPC                           |
| 419539     | 2010 MA65  | 25 jun 2010 | WISE              | WISE                | —         | MPC                           |
| 419540     | 2010 NO3   | 18 jun 2010 | Mount Lemmon      | Mount Lemmon Survey | Mitidika  | MPC                           |
| 419541     | 2010 NH6   | 20 jun 2010 | Mount Lemmon      | Mount Lemmon Survey | —         | MPC                           |
| 419542     | 2010 NX21  | 6 jul 2010  | WISE              | WISE                | —         | MPC                           |
| 419543     | 2010 OC4   | 16 jul 2010 | WISE              | WISE                | —         | MPC                           |
| 419544     | 2010 OX34  | 20 jul 2010 | WISE              | WISE                | Phocaea   | MPC                           |
| 419545     | 2010 OS50  | 18 dez 2003 | Socorro           | LINEAR              | —         | MPC                           |
| 419546     | 2010 OG64  | 2 fev 2009  | Kitt Peak         | Spacewatch          | —         | MPC                           |
| 419547     | 2010 OV74  | 18 jan 2009 | Catalina          | CSS                 | —         | MPC                           |
| 419548     | 2010 OR81  | 4 out 2006  | Mount Lemmon      | Mount Lemmon Survey | —         | MPC                           |
| 419549     | 2010 OZ83  | 26 jul 2010 | WISE              | WISE                | —         | MPC                           |
| 419550     | 2010 OM90  | 27 jul 2010 | WISE              | WISE                | —         | MPC                           |
| 419551     | 2010 OM106 | 29 jul 2010 | WISE              | WISE                | —         | MPC                           |
| 419552     | 2010 OF118 | 30 jul 2010 | WISE              | WISE                | —         | MPC                           |
| 419553     | 2010 PA25  | 7 ago 2010  | Purple Mountain   | PMO NEO             | —         | MPC                           |
| 419554     | 2010 PA52  | 8 ago 2010  | WISE              | WISE                | —         | MPC                           |
| 419555     | 2010 PJ62  | 27 fev 2006 | Kitt Peak         | Spacewatch          | —         | MPC                           |
| 419556     | 2010 PO73  | 7 ago 2010  | La Sagra          | Mallorca Obs.       | Mitidika  | MPC                           |
| 419557     | 2010 PC77  | 12 ago 2010 | Kitt Peak         | Spacewatch          | —         | MPC                           |
| 419558     | 2010 PO77  | 21 jun 2010 | Mount Lemmon      | Mount Lemmon Survey | —         | MPC                           |
| 419559     | 2010 QA1   | 16 ago 2010 | La Sagra          | Mallorca Obs.       | —         | MPC                           |
| 419560     | 2010 QX3   | 9 fev 2005  | Kitt Peak         | Spacewatch          | —         | MPC                           |
| 419561     | 2010 RL4   | 23 nov 2003 | Kitt Peak         | Spacewatch          | —         | MPC                           |
| 419562     | 2010 RF5   | 1 set 2010  | ESA OGS           | ESA OGS             | —         | MPC                           |
| 419563     | 2010 RS7   | 2 set 2010  | Mount Lemmon      | Mount Lemmon Survey | —         | MPC                           |
| 419564     | 2010 RM9   | 2 set 2010  | Socorro           | LINEAR              | —         | MPC                           |
| 419565     | 2010 RT10  | 2 set 2010  | Mount Lemmon      | Mount Lemmon Survey | —         | MPC                           |
| 419566     | 2010 RN12  | 1 set 2010  | Socorro           | LINEAR              | —         | MPC                           |
| 419567     | 2010 RX18  | 7 fev 2008  | Mount Lemmon      | Mount Lemmon Survey | —         | MPC                           |
| 419568     | 2010 RS47  | 4 set 2010  | Kitt Peak         | Spacewatch          | —         | MPC                           |
| 419569     | 2010 RQ48  | 11 jan 2008 | Kitt Peak         | Spacewatch          | —         | MPC                           |
| 419570     | 2010 RY48  | 4 out 1999  | Kitt Peak         | Spacewatch          | —         | MPC                           |
| 419571     | 2010 RL50  | 4 set 2010  | Kitt Peak         | Spacewatch          | Mitidika  | MPC                           |
| 419572     | 2010 RQ50  | 4 set 2010  | Kitt Peak         | Spacewatch          | —         | MPC                           |
| 419573     | 2010 RE52  | 4 set 2010  | Kitt Peak         | Spacewatch          | —         | MPC                           |
| 419574     | 2010 RE53  | 6 set 2010  | Socorro           | LINEAR              | —         | MPC                           |
| 419575     | 2010 RH53  | 19 nov 2007 | Mount Lemmon      | Mount Lemmon Survey | —         | MPC                           |
| 419576     | 2010 RY58  | 8 mar 2009  | Mount Lemmon      | Mount Lemmon Survey | —         | MPC                           |
| 419577     | 2010 RB65  | 13 out 1999 | Apache Point      | SDSS                | —         | MPC                           |
| 419578     | 2010 RV67  | 5 set 2010  | Mount Lemmon      | Mount Lemmon Survey | —         | MPC                           |
| 419579     | 2010 RL71  | 14 set 1999 | Kitt Peak         | Spacewatch          | —         | MPC                           |
| 419580     | 2010 RA79  | 30 jan 2008 | Mount Lemmon      | Mount Lemmon Survey | —         | MPC                           |
| 419581     | 2010 RD80  | 29 nov 1999 | Kitt Peak         | Spacewatch          | —         | MPC                           |
| 419582     | 2010 RQ81  | 12 abr 2005 | Kitt Peak         | M. W. Buie          | —         | MPC                           |
| 419583     | 2010 RY81  | 18 nov 2003 | Palomar           | NEAT                | —         | MPC                           |
| 419584     | 2010 RC94  | 19 set 2003 | Kitt Peak         | Spacewatch          | —         | MPC                           |
| 419585     | 2010 RN96  | 2 set 2010  | Mount Lemmon      | Mount Lemmon Survey | —         | MPC                           |
| 419586     | 2010 RE98  | 11 fev 2008 | Mount Lemmon      | Mount Lemmon Survey | —         | MPC                           |
| 419587     | 2010 RK98  | 28 abr 2009 | Mount Lemmon      | Mount Lemmon Survey | —         | MPC                           |
| 419588     | 2010 RA102 | 10 set 2010 | Kitt Peak         | Spacewatch          | —         | MPC                           |
| 419589     | 2010 RS103 | 10 set 2010 | Kitt Peak         | Spacewatch          | —         | MPC                           |
| 419590     | 2010 RD105 | 12 fev 2008 | Kitt Peak         | Spacewatch          | —         | MPC                           |
| 419591     | 2010 RC107 | 18 ago 2006 | Palomar           | NEAT                | —         | MPC                           |
| 419592     | 2010 RX110 | 11 set 2010 | Kitt Peak         | Spacewatch          | —         | MPC                           |
| 419593     | 2010 RV111 | 11 set 2010 | Kitt Peak         | Spacewatch          | —         | MPC                           |
| 419594     | 2010 RS112 | 11 set 2010 | Kitt Peak         | Spacewatch          | —         | MPC                           |
| 419595     | 2010 RW112 | 20 nov 2003 | Socorro           | LINEAR              | —         | MPC                           |
| 419596     | 2010 RB113 | 19 out 2003 | Apache Point      | SDSS                | —         | MPC                           |
| 419597     | 2010 RH113 | 11 set 2010 | Kitt Peak         | Spacewatch          | —         | MPC                           |
| 419598     | 2010 RO115 | 11 set 2010 | Catalina          | CSS                 | —         | MPC                           |
| 419599     | 2010 RT117 | 11 set 2010 | Kitt Peak         | Spacewatch          | —         | MPC                           |
| 419600     | 2010 RT118 | 11 set 2010 | Kitt Peak         | Spacewatch          | —         | MPC                           |

## 419601–419700
| Designação | Designação | Descoberta  | Descoberta     | Descobridor(es)     | Categoria | Mais informações / Referência |
| Permanente | Provisória | Data        | Local          | Descobridor(es)     | Categoria | Mais informações / Referência |
| ---------- | ---------- | ----------- | -------------- | ------------------- | --------- | ----------------------------- |
| 419601     | 2010 RE119 | 19 dez 2007 | Mount Lemmon   | Mount Lemmon Survey | —         | MPC                           |
| 419602     | 2010 RT120 | 11 set 2010 | Catalina       | CSS                 | —         | MPC                           |
| 419603     | 2010 RO121 | 24 out 2003 | Kitt Peak      | Spacewatch          | —         | MPC                           |
| 419604     | 2010 RF125 | 19 fev 2009 | Kitt Peak      | Spacewatch          | —         | MPC                           |
| 419605     | 2010 RJ125 | 29 nov 1999 | Kitt Peak      | Spacewatch          | Mitidika  | MPC                           |
| 419606     | 2010 RQ128 | 14 set 2010 | Kitt Peak      | Spacewatch          | —         | MPC                           |
| 419607     | 2010 RJ136 | 18 ago 2006 | Kitt Peak      | Spacewatch          | —         | MPC                           |
| 419608     | 2010 RM140 | 9 mar 2005  | Kitt Peak      | Spacewatch          | —         | MPC                           |
| 419609     | 2010 RX140 | 8 fev 2008  | Kitt Peak      | Spacewatch          | —         | MPC                           |
| 419610     | 2010 RL141 | 2 mar 2009  | Kitt Peak      | Spacewatch          | —         | MPC                           |
| 419611     | 2010 RH142 | 14 set 2010 | Kitt Peak      | Spacewatch          | —         | MPC                           |
| 419612     | 2010 RJ146 | 20 out 2003 | Kitt Peak      | Spacewatch          | —         | MPC                           |
| 419613     | 2010 RY149 | 15 set 2010 | Kitt Peak      | Spacewatch          | —         | MPC                           |
| 419614     | 2010 RA152 | 4 set 2010  | Kitt Peak      | Spacewatch          | —         | MPC                           |
| 419615     | 2010 RS164 | 7 nov 2007  | Kitt Peak      | Spacewatch          | —         | MPC                           |
| 419616     | 2010 RT166 | 12 out 2006 | Kitt Peak      | Spacewatch          | —         | MPC                           |
| 419617     | 2010 RS173 | 3 jun 2006  | Mount Lemmon   | Mount Lemmon Survey | —         | MPC                           |
| 419618     | 2010 RE175 | 9 set 2010  | Kitt Peak      | Spacewatch          | —         | MPC                           |
| 419619     | 2010 RC182 | 13 jan 2008 | Mount Lemmon   | Mount Lemmon Survey | —         | MPC                           |
| 419620     | 2010 RK182 | 7 nov 2007  | Kitt Peak      | Spacewatch          | —         | MPC                           |
| 419621     | 2010 SN    | 18 dez 2007 | Mount Lemmon   | Mount Lemmon Survey | —         | MPC                           |
| 419622     | 2010 SQ11  | 30 set 2003 | Kitt Peak      | Spacewatch          | —         | MPC                           |
| 419623     | 2010 SR14  | 12 fev 2008 | Kitt Peak      | Spacewatch          | —         | MPC                           |
| 419624     | 2010 SO16  | 17 set 2010 | WISE           | WISE                | —         | MPC                           |
| 419625     | 2010 SQ18  | 11 mar 2005 | Kitt Peak      | Spacewatch          | —         | MPC                           |
| 419626     | 2010 SY18  | 10 out 1999 | Socorro        | LINEAR              | —         | MPC                           |
| 419627     | 2010 SM22  | 23 nov 2003 | Kitt Peak      | Spacewatch          | —         | MPC                           |
| 419628     | 2010 SL23  | 19 set 2010 | Kitt Peak      | Spacewatch          | —         | MPC                           |
| 419629     | 2010 SS29  | 2 fev 2008  | Mount Lemmon   | Mount Lemmon Survey | Mitidika  | MPC                           |
| 419630     | 2010 SK34  | 9 fev 2008  | Kitt Peak      | Spacewatch          | —         | MPC                           |
| 419631     | 2010 SD42  | 21 ago 2006 | Kitt Peak      | Spacewatch          | Mitidika  | MPC                           |
| 419632     | 2010 TO3   | 20 nov 2003 | Kitt Peak      | Spacewatch          | —         | MPC                           |
| 419633     | 2010 TU3   | 18 abr 2009 | Mount Lemmon   | Mount Lemmon Survey | —         | MPC                           |
| 419634     | 2010 TK5   | 26 out 1995 | Kitt Peak      | Spacewatch          | —         | MPC                           |
| 419635     | 2010 TG9   | 28 set 2003 | Kitt Peak      | Spacewatch          | —         | MPC                           |
| 419636     | 2010 TF13  | 15 set 2006 | Kitt Peak      | Spacewatch          | —         | MPC                           |
| 419637     | 2010 TY13  | 18 jan 2008 | Kitt Peak      | Spacewatch          | —         | MPC                           |
| 419638     | 2010 TO17  | 11 jan 2008 | Kitt Peak      | Spacewatch          | —         | MPC                           |
| 419639     | 2010 TU19  | 5 dez 2007  | Mount Lemmon   | Mount Lemmon Survey | —         | MPC                           |
| 419640     | 2010 TL22  | 1 jan 2008  | Kitt Peak      | Spacewatch          | —         | MPC                           |
| 419641     | 2010 TP22  | 19 set 2003 | Kitt Peak      | Spacewatch          | —         | MPC                           |
| 419642     | 2010 TY25  | 28 nov 1999 | Kitt Peak      | Spacewatch          | —         | MPC                           |
| 419643     | 2010 TA26  | 18 set 2003 | Kitt Peak      | Spacewatch          | —         | MPC                           |
| 419644     | 2010 TU28  | 22 out 1995 | Kitt Peak      | Spacewatch          | —         | MPC                           |
| 419645     | 2010 TP29  | 15 out 1999 | Kitt Peak      | Spacewatch          | —         | MPC                           |
| 419646     | 2010 TT35  | 28 abr 2009 | Mount Lemmon   | Mount Lemmon Survey | —         | MPC                           |
| 419647     | 2010 TV35  | 13 dez 2006 | Catalina       | CSS                 | —         | MPC                           |
| 419648     | 2010 TW37  | 17 ago 2006 | Palomar        | NEAT                | —         | MPC                           |
| 419649     | 2010 TX41  | 31 dez 2007 | Kitt Peak      | Spacewatch          | —         | MPC                           |
| 419650     | 2010 TG49  | 22 mar 2009 | Mount Lemmon   | Mount Lemmon Survey | —         | MPC                           |
| 419651     | 2010 TJ58  | 19 ago 2010 | XuYi           | PMO NEO             | Mitidika  | MPC                           |
| 419652     | 2010 TG62  | 29 ago 2006 | Kitt Peak      | Spacewatch          | —         | MPC                           |
| 419653     | 2010 TT62  | 19 set 2010 | Kitt Peak      | Spacewatch          | —         | MPC                           |
| 419654     | 2010 TW69  | 30 set 2003 | Kitt Peak      | Spacewatch          | —         | MPC                           |
| 419655     | 2010 TC73  | 28 fev 2008 | Mount Lemmon   | Mount Lemmon Survey | —         | MPC                           |
| 419656     | 2010 TC79  | 2 out 2006  | Mount Lemmon   | Mount Lemmon Survey | Mitidika  | MPC                           |
| 419657     | 2010 TZ84  | 21 mar 2009 | Kitt Peak      | Spacewatch          | —         | MPC                           |
| 419658     | 2010 TG88  | 30 ago 2003 | Kitt Peak      | Spacewatch          | —         | MPC                           |
| 419659     | 2010 TH92  | 10 nov 1999 | Kitt Peak      | Spacewatch          | —         | MPC                           |
| 419660     | 2010 TN101 | 2 out 2006  | Kitt Peak      | Spacewatch          | —         | MPC                           |
| 419661     | 2010 TM102 | 23 ago 2003 | Palomar        | NEAT                | —         | MPC                           |
| 419662     | 2010 TV102 | 24 mar 2009 | Mount Lemmon   | Mount Lemmon Survey | —         | MPC                           |
| 419663     | 2010 TG104 | 12 set 2010 | Kitt Peak      | Spacewatch          | —         | MPC                           |
| 419664     | 2010 TE110 | 11 abr 2005 | Mount Lemmon   | Mount Lemmon Survey | —         | MPC                           |
| 419665     | 2010 TS113 | 22 out 2006 | Kitt Peak      | Spacewatch          | —         | MPC                           |
| 419666     | 2010 TZ137 | 25 dez 2006 | Catalina       | CSS                 | —         | MPC                           |
| 419667     | 2010 TT141 | 18 mai 2009 | Mount Lemmon   | Mount Lemmon Survey | —         | MPC                           |
| 419668     | 2010 TN142 | 18 nov 2006 | Mount Lemmon   | Mount Lemmon Survey | —         | MPC                           |
| 419669     | 2010 TC144 | 30 set 2006 | Kitt Peak      | Spacewatch          | —         | MPC                           |
| 419670     | 2010 TD148 | 16 abr 2004 | Kitt Peak      | Spacewatch          | —         | MPC                           |
| 419671     | 2010 TP153 | 10 mar 2007 | Palomar        | NEAT                | —         | MPC                           |
| 419672     | 2010 TB168 | 28 ago 2006 | Catalina       | CSS                 | Mitidika  | MPC                           |
| 419673     | 2010 TC170 | 12 fev 2008 | Kitt Peak      | Spacewatch          | —         | MPC                           |
| 419674     | 2010 TD172 | 28 ago 2006 | Kitt Peak      | Spacewatch          | —         | MPC                           |
| 419675     | 2010 TW172 | 5 mar 2008  | Mount Lemmon   | Mount Lemmon Survey | —         | MPC                           |
| 419676     | 2010 TQ173 | 6 mar 2008  | Mount Lemmon   | Mount Lemmon Survey | —         | MPC                           |
| 419677     | 2010 TJ179 | 17 dez 2007 | Mount Lemmon   | Mount Lemmon Survey | —         | MPC                           |
| 419678     | 2010 TJ180 | 2 out 2010  | Mount Lemmon   | Mount Lemmon Survey | —         | MPC                           |
| 419679     | 2010 TV183 | 20 jan 2008 | Mount Lemmon   | Mount Lemmon Survey | —         | MPC                           |
| 419680     | 2010 TP185 | 10 mar 2005 | Mount Lemmon   | Mount Lemmon Survey | —         | MPC                           |
| 419681     | 2010 TR185 | 27 ago 2006 | Kitt Peak      | Spacewatch          | —         | MPC                           |
| 419682     | 2010 TF187 | 31 mai 2006 | Mount Lemmon   | Mount Lemmon Survey | —         | MPC                           |
| 419683     | 2010 UV    | 16 out 2010 | Pla D'Arguines | Spacewatch          | —         | MPC                           |
| 419684     | 2010 UZ    | 28 fev 2008 | Kitt Peak      | Spacewatch          | —         | MPC                           |
| 419685     | 2010 UT3   | 17 out 2010 | Mount Lemmon   | Mount Lemmon Survey | —         | MPC                           |
| 419686     | 2010 UY11  | 16 ago 2006 | Palomar        | NEAT                | —         | MPC                           |
| 419687     | 2010 UC12  | 18 set 2010 | Mount Lemmon   | Mount Lemmon Survey | —         | MPC                           |
| 419688     | 2010 UV12  | 16 nov 2003 | Kitt Peak      | Spacewatch          | —         | MPC                           |
| 419689     | 2010 UJ15  | 25 out 1995 | Xinglong       | SCAP                | —         | MPC                           |
| 419690     | 2010 UW21  | 24 nov 2003 | Kitt Peak      | Spacewatch          | —         | MPC                           |
| 419691     | 2010 UP31  | 30 dez 2007 | Kitt Peak      | Spacewatch          | —         | MPC                           |
| 419692     | 2010 UP37  | 29 out 2010 | Mount Lemmon   | Mount Lemmon Survey | —         | MPC                           |
| 419693     | 2010 UY40  | 30 ago 2006 | Anderson Mesa  | LONEOS              | Mitidika  | MPC                           |
| 419694     | 2010 UC41  | 29 jun 2005 | Kitt Peak      | Spacewatch          | —         | MPC                           |
| 419695     | 2010 UO41  | 1 out 2006  | Kitt Peak      | Spacewatch          | —         | MPC                           |
| 419696     | 2010 UV41  | 20 abr 2009 | Mount Lemmon   | Mount Lemmon Survey | —         | MPC                           |
| 419697     | 2010 UU44  | 9 mar 2008  | Socorro        | LINEAR              | —         | MPC                           |
| 419698     | 2010 UO50  | 12 mar 2008 | Catalina       | CSS                 | —         | MPC                           |
| 419699     | 2010 UF55  | 5 abr 2008  | Kitt Peak      | Spacewatch          | Phocaea   | MPC                           |
| 419700     | 2010 UY58  | 15 mai 2005 | Mount Lemmon   | Mount Lemmon Survey | —         | MPC                           |

## 419701–419800
| Designação | Designação | Descoberta  | Descoberta    | Descobridor(es)     | Categoria | Mais informações / Referência |
| Permanente | Provisória | Data        | Local         | Descobridor(es)     | Categoria | Mais informações / Referência |
| ---------- | ---------- | ----------- | ------------- | ------------------- | --------- | ----------------------------- |
| 419701     | 2010 UE59  | 6 mai 2000  | Kitt Peak     | Spacewatch          | —         | MPC                           |
| 419702     | 2010 UV59  | 21 fev 2007 | Catalina      | CSS                 | —         | MPC                           |
| 419703     | 2010 UG63  | 11 set 2010 | Mount Lemmon  | Mount Lemmon Survey | —         | MPC                           |
| 419704     | 2010 UH69  | 17 out 2010 | Mount Lemmon  | Mount Lemmon Survey | —         | MPC                           |
| 419705     | 2010 UX70  | 15 out 2001 | Socorro       | LINEAR              | —         | MPC                           |
| 419706     | 2010 UU74  | 22 out 2006 | Catalina      | CSS                 | —         | MPC                           |
| 419707     | 2010 UV75  | 13 out 2010 | Mount Lemmon  | Mount Lemmon Survey | —         | MPC                           |
| 419708     | 2010 UM76  | 10 out 1999 | Socorro       | LINEAR              | —         | MPC                           |
| 419709     | 2010 UN76  | 29 ago 2006 | Kitt Peak     | Spacewatch          | —         | MPC                           |
| 419710     | 2010 UN79  | 30 out 2010 | Mount Lemmon  | Mount Lemmon Survey | —         | MPC                           |
| 419711     | 2010 UW80  | 11 out 2010 | Mount Lemmon  | Mount Lemmon Survey | —         | MPC                           |
| 419712     | 2010 UO88  | 30 out 2010 | Mount Lemmon  | Mount Lemmon Survey | —         | MPC                           |
| 419713     | 2010 UO93  | 9 mar 2008  | Siding Spring | SSS                 | —         | MPC                           |
| 419714     | 2010 UK98  | 28 set 2006 | Mount Lemmon  | Mount Lemmon Survey | —         | MPC                           |
| 419715     | 2010 UW100 | 28 ago 2006 | Anderson Mesa | LONEOS              | —         | MPC                           |
| 419716     | 2010 UL105 | 29 out 2010 | Mauna Kea     | SDSS                | —         | MPC                           |
| 419717     | 2010 VC14  | 30 out 2010 | Socorro       | LINEAR              | —         | MPC                           |
| 419718     | 2010 VR17  | 5 dez 2000  | Socorro       | LINEAR              | —         | MPC                           |
| 419719     | 2010 VB18  | 12 out 2010 | Mount Lemmon  | Mount Lemmon Survey | —         | MPC                           |
| 419720     | 2010 VY19  | 21 abr 2003 | Kitt Peak     | Spacewatch          | —         | MPC                           |
| 419721     | 2010 VT23  | 28 set 2006 | Mount Lemmon  | Mount Lemmon Survey | —         | MPC                           |
| 419722     | 2010 VP24  | 14 nov 1998 | Kitt Peak     | Spacewatch          | —         | MPC                           |
| 419723     | 2010 VE25  | 16 dez 2006 | Mount Lemmon  | Mount Lemmon Survey | —         | MPC                           |
| 419724     | 2010 VU25  | 21 out 2006 | Mount Lemmon  | Mount Lemmon Survey | —         | MPC                           |
| 419725     | 2010 VX25  | 25 set 2006 | Kitt Peak     | Spacewatch          | —         | MPC                           |
| 419726     | 2010 VM26  | 2 out 2006  | Kitt Peak     | Spacewatch          | —         | MPC                           |
| 419727     | 2010 VU28  | 17 dez 2003 | Kitt Peak     | Spacewatch          | —         | MPC                           |
| 419728     | 2010 VR29  | 13 out 2010 | Mount Lemmon  | Mount Lemmon Survey | —         | MPC                           |
| 419729     | 2010 VX31  | 27 out 1995 | Kitt Peak     | Spacewatch          | —         | MPC                           |
| 419730     | 2010 VF36  | 23 out 2006 | Palomar       | NEAT                | —         | MPC                           |
| 419731     | 2010 VS46  | 20 out 2006 | Mount Lemmon  | Mount Lemmon Survey | —         | MPC                           |
| 419732     | 2010 VW46  | 13 fev 2004 | Kitt Peak     | Spacewatch          | —         | MPC                           |
| 419733     | 2010 VY46  | 4 out 2006  | Mount Lemmon  | Mount Lemmon Survey | —         | MPC                           |
| 419734     | 2010 VS51  | 8 jan 2007  | Mount Lemmon  | Mount Lemmon Survey | —         | MPC                           |
| 419735     | 2010 VY51  | 12 dez 2006 | Kitt Peak     | Spacewatch          | —         | MPC                           |
| 419736     | 2010 VB52  | 5 dez 2007  | Kitt Peak     | Spacewatch          | —         | MPC                           |
| 419737     | 2010 VZ60  | 26 nov 2003 | Kitt Peak     | Spacewatch          | —         | MPC                           |
| 419738     | 2010 VW66  | 30 ago 2006 | Anderson Mesa | LONEOS              | —         | MPC                           |
| 419739     | 2010 VY70  | 9 fev 2008  | Mount Lemmon  | Mount Lemmon Survey | —         | MPC                           |
| 419740     | 2010 VN72  | 16 set 2006 | Catalina      | CSS                 | —         | MPC                           |
| 419741     | 2010 VT73  | 6 mar 2008  | Mount Lemmon  | Mount Lemmon Survey | —         | MPC                           |
| 419742     | 2010 VG74  | 3 nov 2010  | Mount Lemmon  | Mount Lemmon Survey | —         | MPC                           |
| 419743     | 2010 VN74  | 4 mai 2005  | Mount Lemmon  | Mount Lemmon Survey | —         | MPC                           |
| 419744     | 2010 VP77  | 15 dez 1999 | Kitt Peak     | Spacewatch          | —         | MPC                           |
| 419745     | 2010 VH80  | 22 abr 2004 | Kitt Peak     | Spacewatch          | —         | MPC                           |
| 419746     | 2010 VT81  | 3 nov 2010  | Kitt Peak     | Spacewatch          | —         | MPC                           |
| 419747     | 2010 VW83  | 5 nov 2010  | Kitt Peak     | Spacewatch          | —         | MPC                           |
| 419748     | 2010 VD85  | 24 nov 2006 | Kitt Peak     | Spacewatch          | —         | MPC                           |
| 419749     | 2010 VA86  | 21 dez 2006 | Kitt Peak     | Spacewatch          | —         | MPC                           |
| 419750     | 2010 VB87  | 28 set 2006 | Mount Lemmon  | Mount Lemmon Survey | —         | MPC                           |
| 419751     | 2010 VB89  | 6 nov 2010  | Kitt Peak     | Spacewatch          | —         | MPC                           |
| 419752     | 2010 VN90  | 20 nov 2006 | Kitt Peak     | Spacewatch          | —         | MPC                           |
| 419753     | 2010 VP90  | 29 out 2010 | Mount Lemmon  | Mount Lemmon Survey | —         | MPC                           |
| 419754     | 2010 VF95  | 7 nov 2010  | Mount Lemmon  | Mount Lemmon Survey | —         | MPC                           |
| 419755     | 2010 VU96  | 29 ago 2006 | Kitt Peak     | Spacewatch          | —         | MPC                           |
| 419756     | 2010 VX98  | 17 mar 2007 | Catalina      | CSS                 | —         | MPC                           |
| 419757     | 2010 VW103 | 22 out 2006 | Mount Lemmon  | Mount Lemmon Survey | —         | MPC                           |
| 419758     | 2010 VY105 | 16 nov 2006 | Kitt Peak     | Spacewatch          | —         | MPC                           |
| 419759     | 2010 VS110 | 25 set 2006 | Catalina      | CSS                 | —         | MPC                           |
| 419760     | 2010 VA112 | 18 set 2010 | Mount Lemmon  | Mount Lemmon Survey | —         | MPC                           |
| 419761     | 2010 VK114 | 5 set 2010  | Mount Lemmon  | Mount Lemmon Survey | —         | MPC                           |
| 419762     | 2010 VO114 | 28 ago 2006 | Kitt Peak     | Spacewatch          | —         | MPC                           |
| 419763     | 2010 VQ114 | 30 out 2010 | Kitt Peak     | Spacewatch          | —         | MPC                           |
| 419764     | 2010 VP120 | 8 nov 2010  | Kitt Peak     | Spacewatch          | —         | MPC                           |
| 419765     | 2010 VX122 | 9 fev 2008  | Catalina      | CSS                 | —         | MPC                           |
| 419766     | 2010 VA131 | 11 out 2010 | Catalina      | CSS                 | —         | MPC                           |
| 419767     | 2010 VC132 | 22 out 2003 | Kitt Peak     | Spacewatch          | —         | MPC                           |
| 419768     | 2010 VF133 | 7 abr 2008  | Mount Lemmon  | Mount Lemmon Survey | —         | MPC                           |
| 419769     | 2010 VO133 | 28 out 2010 | Mount Lemmon  | Mount Lemmon Survey | —         | MPC                           |
| 419770     | 2010 VC134 | 10 nov 1996 | Kitt Peak     | Spacewatch          | —         | MPC                           |
| 419771     | 2010 VF137 | 30 set 2006 | Mount Lemmon  | Mount Lemmon Survey | —         | MPC                           |
| 419772     | 2010 VO146 | 16 nov 2006 | Kitt Peak     | Spacewatch          | —         | MPC                           |
| 419773     | 2010 VR147 | 6 nov 2010  | Mount Lemmon  | Mount Lemmon Survey | —         | MPC                           |
| 419774     | 2010 VT147 | 27 set 2006 | Mount Lemmon  | Mount Lemmon Survey | —         | MPC                           |
| 419775     | 2010 VW151 | 6 nov 2010  | Mount Lemmon  | Mount Lemmon Survey | —         | MPC                           |
| 419776     | 2010 VF161 | 11 set 2010 | Mount Lemmon  | Mount Lemmon Survey | —         | MPC                           |
| 419777     | 2010 VG165 | 11 nov 2006 | Kitt Peak     | Spacewatch          | —         | MPC                           |
| 419778     | 2010 VZ170 | 28 out 2010 | Kitt Peak     | Spacewatch          | —         | MPC                           |
| 419779     | 2010 VL172 | 10 fev 2008 | Kitt Peak     | Spacewatch          | —         | MPC                           |
| 419780     | 2010 VQ173 | 10 nov 2010 | Mount Lemmon  | Mount Lemmon Survey | —         | MPC                           |
| 419781     | 2010 VP178 | 15 mar 2008 | Mount Lemmon  | Mount Lemmon Survey | —         | MPC                           |
| 419782     | 2010 VF182 | 6 nov 2010  | Kitt Peak     | Spacewatch          | —         | MPC                           |
| 419783     | 2010 VM185 | 17 set 2006 | Kitt Peak     | Spacewatch          | —         | MPC                           |
| 419784     | 2010 VN196 | 5 nov 2010  | Kitt Peak     | Spacewatch          | —         | MPC                           |
| 419785     | 2010 VQ198 | 13 nov 2010 | Mount Lemmon  | Mount Lemmon Survey | —         | MPC                           |
| 419786     | 2010 VY199 | 11 dez 2006 | Kitt Peak     | Spacewatch          | —         | MPC                           |
| 419787     | 2010 VP203 | 14 set 2006 | Catalina      | CSS                 | —         | MPC                           |
| 419788     | 2010 VZ204 | 19 ago 2006 | Kitt Peak     | Spacewatch          | —         | MPC                           |
| 419789     | 2010 VB206 | 5 jan 2000  | Kitt Peak     | Spacewatch          | Mitidika  | MPC                           |
| 419790     | 2010 VX208 | 4 nov 2010  | Palomar       | NEAT                | —         | MPC                           |
| 419791     | 2010 VQ210 | 4 mar 2005  | Catalina      | CSS                 | —         | MPC                           |
| 419792     | 2010 VV216 | 19 nov 2001 | Socorro       | LINEAR              | —         | MPC                           |
| 419793     | 2010 VD217 | 28 ago 2006 | Kitt Peak     | Spacewatch          | —         | MPC                           |
| 419794     | 2010 VT218 | 12 set 2002 | Palomar       | NEAT                | —         | MPC                           |
| 419795     | 2010 VR219 | 16 mar 2005 | Catalina      | CSS                 | —         | MPC                           |
| 419796     | 2010 WU3   | 29 mar 2008 | Kitt Peak     | Spacewatch          | —         | MPC                           |
| 419797     | 2010 WP13  | 18 set 2010 | Mount Lemmon  | Mount Lemmon Survey | —         | MPC                           |
| 419798     | 2010 WK15  | 2 abr 2005  | Catalina      | CSS                 | —         | MPC                           |
| 419799     | 2010 WP29  | 14 nov 2010 | Catalina      | CSS                 | —         | MPC                           |
| 419800     | 2010 WH30  | 1 nov 2010  | Kitt Peak     | Spacewatch          | —         | MPC                           |

## 419801–419900
| Designação | Designação | Descoberta  | Descoberta    | Descobridor(es)     | Categoria | Mais informações / Referência |
| Permanente | Provisória | Data        | Local         | Descobridor(es)     | Categoria | Mais informações / Referência |
| ---------- | ---------- | ----------- | ------------- | ------------------- | --------- | ----------------------------- |
| 419801     | 2010 WM48  | 20 out 1995 | Kitt Peak     | Spacewatch          | —         | MPC                           |
| 419802     | 2010 WT48  | 29 jul 2005 | Palomar       | NEAT                | —         | MPC                           |
| 419803     | 2010 WH50  | 12 fev 2008 | Siding Spring | SSS                 | —         | MPC                           |
| 419804     | 2010 WC54  | 28 jul 2009 | Kitt Peak     | Spacewatch          | —         | MPC                           |
| 419805     | 2010 WW54  | 1 abr 2008  | Kitt Peak     | Spacewatch          | —         | MPC                           |
| 419806     | 2010 WN55  | 28 set 2006 | Mount Lemmon  | Mount Lemmon Survey | —         | MPC                           |
| 419807     | 2010 WU56  | 1 mar 2008  | Mount Lemmon  | Mount Lemmon Survey | —         | MPC                           |
| 419808     | 2010 WD59  | 23 out 2006 | Mount Lemmon  | Mount Lemmon Survey | —         | MPC                           |
| 419809     | 2010 WD62  | 16 nov 2006 | Kitt Peak     | Spacewatch          | —         | MPC                           |
| 419810     | 2010 WE64  | 18 nov 2006 | Mount Lemmon  | Mount Lemmon Survey | —         | MPC                           |
| 419811     | 2010 WD67  | 7 jan 1999  | Kitt Peak     | Spacewatch          | —         | MPC                           |
| 419812     | 2010 WL69  | 30 nov 2010 | Mount Lemmon  | Mount Lemmon Survey | —         | MPC                           |
| 419813     | 2010 WS70  | 28 nov 2010 | Mount Lemmon  | Mount Lemmon Survey | —         | MPC                           |
| 419814     | 2010 WT74  | 10 nov 2010 | Catalina      | CSS                 | —         | MPC                           |
| 419815     | 2010 XB5   | 12 nov 2010 | Kitt Peak     | Spacewatch          | —         | MPC                           |
| 419816     | 2010 XO8   | 6 nov 2010  | Mount Lemmon  | Mount Lemmon Survey | —         | MPC                           |
| 419817     | 2010 XZ9   | 3 jul 2005  | Palomar       | NEAT                | —         | MPC                           |
| 419818     | 2010 XH12  | 9 dez 2006  | Kitt Peak     | Spacewatch          | —         | MPC                           |
| 419819     | 2010 XJ13  | 1 nov 2010  | Kitt Peak     | Spacewatch          | —         | MPC                           |
| 419820     | 2010 XN14  | 24 ago 2001 | Anderson Mesa | LONEOS              | —         | MPC                           |
| 419821     | 2010 XG19  | 6 nov 2010  | Mount Lemmon  | Mount Lemmon Survey | —         | MPC                           |
| 419822     | 2010 XE23  | 31 mar 2008 | Mount Lemmon  | Mount Lemmon Survey | —         | MPC                           |
| 419823     | 2010 XZ37  | 16 jan 2007 | Anderson Mesa | LONEOS              | —         | MPC                           |
| 419824     | 2010 XC42  | 31 out 2010 | Mount Lemmon  | Mount Lemmon Survey | —         | MPC                           |
| 419825     | 2010 XH42  | 10 nov 2010 | Mount Lemmon  | Mount Lemmon Survey | —         | MPC                           |
| 419826     | 2010 XL42  | 31 out 1999 | Kitt Peak     | Spacewatch          | —         | MPC                           |
| 419827     | 2010 XE43  | 22 out 2006 | Kitt Peak     | Spacewatch          | —         | MPC                           |
| 419828     | 2010 XX45  | 28 nov 2006 | Mount Lemmon  | Mount Lemmon Survey | —         | MPC                           |
| 419829     | 2010 XK52  | 10 dez 2010 | Socorro       | LINEAR              | —         | MPC                           |
| 419830     | 2010 XM54  | 7 out 2005  | Mount Lemmon  | Mount Lemmon Survey | —         | MPC                           |
| 419831     | 2010 XH57  | 14 mar 2007 | Anderson Mesa | LONEOS              | —         | MPC                           |
| 419832     | 2010 XE59  | 18 dez 2001 | Socorro       | LINEAR              | —         | MPC                           |
| 419833     | 2010 XZ60  | 15 abr 2008 | Mount Lemmon  | Mount Lemmon Survey | —         | MPC                           |
| 419834     | 2010 XW66  | 6 abr 2008  | Kitt Peak     | Spacewatch          | —         | MPC                           |
| 419835     | 2010 XU68  | 28 out 2006 | Mount Lemmon  | Mount Lemmon Survey | —         | MPC                           |
| 419836     | 2010 XJ71  | 10 jan 2007 | Kitt Peak     | Spacewatch          | —         | MPC                           |
| 419837     | 2010 XW79  | 23 nov 2006 | Mount Lemmon  | Mount Lemmon Survey | —         | MPC                           |
| 419838     | 2010 XR82  | 6 fev 2007  | Kitt Peak     | Spacewatch          | —         | MPC                           |
| 419839     | 2010 XK84  | 21 set 2001 | Anderson Mesa | LONEOS              | —         | MPC                           |
| 419840     | 2010 XA85  | 20 mar 2004 | Kitt Peak     | Spacewatch          | —         | MPC                           |
| 419841     | 2010 XB85  | 12 nov 2010 | Kitt Peak     | Spacewatch          | Phocaea   | MPC                           |
| 419842     | 2010 XN87  | 7 dez 2005  | Kitt Peak     | Spacewatch          | —         | MPC                           |
| 419843     | 2010 YX2   | 10 dez 2010 | Mount Lemmon  | Mount Lemmon Survey | —         | MPC                           |
| 419844     | 2010 YP5   | 17 jan 2007 | Kitt Peak     | Spacewatch          | —         | MPC                           |
| 419845     | 2011 AO    | 9 jan 2007  | Kitt Peak     | Spacewatch          | —         | MPC                           |
| 419846     | 2011 AH4   | 8 dez 2010  | Catalina      | CSS                 | —         | MPC                           |
| 419847     | 2011 AO5   | 18 mar 2004 | Socorro       | LINEAR              | —         | MPC                           |
| 419848     | 2011 AO7   | 11 dez 2001 | Socorro       | LINEAR              | —         | MPC                           |
| 419849     | 2011 AO8   | 5 dez 2010  | Kitt Peak     | Spacewatch          | —         | MPC                           |
| 419850     | 2011 AT9   | 10 dez 2010 | Mount Lemmon  | Mount Lemmon Survey | —         | MPC                           |
| 419851     | 2011 AY9   | 12 out 2010 | Kitt Peak     | Spacewatch          | —         | MPC                           |
| 419852     | 2011 AG10  | 19 out 2001 | Palomar       | NEAT                | —         | MPC                           |
| 419853     | 2011 AM10  | 25 dez 2005 | Mount Lemmon  | Mount Lemmon Survey | —         | MPC                           |
| 419854     | 2011 AQ10  | 16 dez 2006 | Kitt Peak     | Spacewatch          | —         | MPC                           |
| 419855     | 2011 AW11  | 6 dez 2010  | Mount Lemmon  | Mount Lemmon Survey | —         | MPC                           |
| 419856     | 2011 AX11  | 13 dez 2010 | Mount Lemmon  | Mount Lemmon Survey | —         | MPC                           |
| 419857     | 2011 AB12  | 25 set 2005 | Palomar       | NEAT                | —         | MPC                           |
| 419858     | 2011 AC13  | 1 fev 2010  | WISE          | WISE                | —         | MPC                           |
| 419859     | 2011 AU14  | 27 nov 2006 | Mount Lemmon  | Mount Lemmon Survey | —         | MPC                           |
| 419860     | 2011 AX14  | 31 jan 2006 | Anderson Mesa | LONEOS              | —         | MPC                           |
| 419861     | 2011 AD15  | 25 out 2008 | Kitt Peak     | Spacewatch          | —         | MPC                           |
| 419862     | 2011 AP15  | 1 dez 2010  | Mount Lemmon  | Mount Lemmon Survey | —         | MPC                           |
| 419863     | 2011 AW15  | 3 mai 2008  | Kitt Peak     | Spacewatch          | Phocaea   | MPC                           |
| 419864     | 2011 AV20  | 26 set 2009 | Kitt Peak     | Spacewatch          | —         | MPC                           |
| 419865     | 2011 AR21  | 10 jan 2007 | Kitt Peak     | Spacewatch          | —         | MPC                           |
| 419866     | 2011 AB22  | 23 fev 2007 | Catalina      | CSS                 | Phocaea   | MPC                           |
| 419867     | 2011 AF24  | 1 nov 2005  | Mount Lemmon  | Mount Lemmon Survey | —         | MPC                           |
| 419868     | 2011 AG24  | 27 dez 2006 | Mount Lemmon  | Mount Lemmon Survey | —         | MPC                           |
| 419869     | 2011 AL27  | 31 jan 2006 | Catalina      | CSS                 | Brangane  | MPC                           |
| 419870     | 2011 AP27  | 9 set 2004  | Kitt Peak     | Spacewatch          | —         | MPC                           |
| 419871     | 2011 AV27  | 21 nov 2006 | Mount Lemmon  | Mount Lemmon Survey | —         | MPC                           |
| 419872     | 2011 AW27  | 26 set 2005 | Kitt Peak     | Spacewatch          | —         | MPC                           |
| 419873     | 2011 AK32  | 18 dez 2001 | Socorro       | LINEAR              | —         | MPC                           |
| 419874     | 2011 AL32  | 17 dez 2001 | Socorro       | LINEAR              | —         | MPC                           |
| 419875     | 2011 AP33  | 21 fev 2007 | Mount Lemmon  | Mount Lemmon Survey | —         | MPC                           |
| 419876     | 2011 AT33  | 20 ago 2009 | Kitt Peak     | Spacewatch          | —         | MPC                           |
| 419877     | 2011 AY33  | 17 fev 2007 | Kitt Peak     | Spacewatch          | —         | MPC                           |
| 419878     | 2011 AF35  | 31 dez 2002 | Socorro       | LINEAR              | —         | MPC                           |
| 419879     | 2011 AO35  | 16 nov 2010 | Mount Lemmon  | Mount Lemmon Survey | —         | MPC                           |
| 419880     | 2011 AH37  | 7 jan 2011  | WISE          | WISE                | —         | MPC                           |
| 419881     | 2011 AW38  | 22 nov 2006 | Mount Lemmon  | Mount Lemmon Survey | —         | MPC                           |
| 419882     | 2011 AS39  | 5 dez 2010  | Mount Lemmon  | Mount Lemmon Survey | Brangane  | MPC                           |
| 419883     | 2011 AO40  | 5 jan 1994  | Kitt Peak     | Spacewatch          | —         | MPC                           |
| 419884     | 2011 AL41  | 20 mar 2007 | Mount Lemmon  | Mount Lemmon Survey | —         | MPC                           |
| 419885     | 2011 AG42  | 28 jan 2007 | Mount Lemmon  | Mount Lemmon Survey | —         | MPC                           |
| 419886     | 2011 AQ43  | 3 nov 2010  | Kitt Peak     | Spacewatch          | —         | MPC                           |
| 419887     | 2011 AL45  | 11 nov 2010 | Kitt Peak     | Spacewatch          | —         | MPC                           |
| 419888     | 2011 AW45  | 10 jan 2011 | Kitt Peak     | Spacewatch          | Brangane  | MPC                           |
| 419889     | 2011 AX45  | 10 jan 2011 | Kitt Peak     | Spacewatch          | —         | MPC                           |
| 419890     | 2011 AY49  | 29 out 2005 | Mount Lemmon  | Mount Lemmon Survey | —         | MPC                           |
| 419891     | 2011 AW52  | 13 mar 2007 | Catalina      | CSS                 | Phocaea   | MPC                           |
| 419892     | 2011 AS53  | 25 dez 2010 | Mount Lemmon  | Mount Lemmon Survey | —         | MPC                           |
| 419893     | 2011 AE54  | 6 dez 2010  | Mount Lemmon  | Mount Lemmon Survey | —         | MPC                           |
| 419894     | 2011 AU54  | 29 set 2005 | Mount Lemmon  | Mount Lemmon Survey | —         | MPC                           |
| 419895     | 2011 AV60  | 9 fev 2007  | Kitt Peak     | Spacewatch          | —         | MPC                           |
| 419896     | 2011 AQ61  | 10 mar 2007 | Palomar       | NEAT                | —         | MPC                           |
| 419897     | 2011 AY61  | 12 out 2005 | Kitt Peak     | Spacewatch          | —         | MPC                           |
| 419898     | 2011 AO65  | 17 jan 2007 | Kitt Peak     | Spacewatch          | —         | MPC                           |
| 419899     | 2011 AG66  | 14 jan 2011 | Kitt Peak     | Spacewatch          | —         | MPC                           |
| 419900     | 2011 AN67  | 1 nov 2006  | Mount Lemmon  | Mount Lemmon Survey | —         | MPC                           |

## 419901–420000
| Designação | Designação | Descoberta  | Descoberta    | Descobridor(es)     | Categoria | Mais informações / Referência |
| Permanente | Provisória | Data        | Local         | Descobridor(es)     | Categoria | Mais informações / Referência |
| ---------- | ---------- | ----------- | ------------- | ------------------- | --------- | ----------------------------- |
| 419901     | 2011 AQ67  | 21 fev 2007 | Kitt Peak     | Spacewatch          | —         | MPC                           |
| 419902     | 2011 AT67  | 3 dez 2010  | Mount Lemmon  | Mount Lemmon Survey | —         | MPC                           |
| 419903     | 2011 AG74  | 28 jul 2008 | Mount Lemmon  | Mount Lemmon Survey | —         | MPC                           |
| 419904     | 2011 AW74  | 21 dez 2006 | Mount Lemmon  | Mount Lemmon Survey | —         | MPC                           |
| 419905     | 2011 AY74  | 23 nov 2006 | Mount Lemmon  | Mount Lemmon Survey | —         | MPC                           |
| 419906     | 2011 AW79  | 17 jan 2007 | Catalina      | CSS                 | —         | MPC                           |
| 419907     | 2011 BQ1   | 27 jan 2007 | Mount Lemmon  | Mount Lemmon Survey | —         | MPC                           |
| 419908     | 2011 BB6   | 23 fev 2007 | Kitt Peak     | Spacewatch          | —         | MPC                           |
| 419909     | 2011 BC6   | 1 out 2005  | Mount Lemmon  | Mount Lemmon Survey | —         | MPC                           |
| 419910     | 2011 BD7   | 28 dez 2005 | Kitt Peak     | Spacewatch          | —         | MPC                           |
| 419911     | 2011 BM8   | 28 ago 2005 | Kitt Peak     | Spacewatch          | —         | MPC                           |
| 419912     | 2011 BR9   | 16 jan 2011 | Mount Lemmon  | Mount Lemmon Survey | —         | MPC                           |
| 419913     | 2011 BM10  | 4 jan 2006  | Mount Lemmon  | Mount Lemmon Survey | —         | MPC                           |
| 419914     | 2011 BK12  | 1 dez 2005  | Kitt Peak     | Spacewatch          | —         | MPC                           |
| 419915     | 2011 BU12  | 13 jan 2011 | Kitt Peak     | Spacewatch          | —         | MPC                           |
| 419916     | 2011 BC13  | 26 jan 2010 | WISE          | WISE                | —         | MPC                           |
| 419917     | 2011 BA14  | 10 out 2005 | Catalina      | CSS                 | —         | MPC                           |
| 419918     | 2011 BQ16  | 17 set 2009 | Kitt Peak     | Spacewatch          | —         | MPC                           |
| 419919     | 2011 BF19  | 30 nov 2005 | Mount Lemmon  | Mount Lemmon Survey | —         | MPC                           |
| 419920     | 2011 BN21  | 23 jan 2006 | Catalina      | CSS                 | —         | MPC                           |
| 419921     | 2011 BB23  | 18 set 2009 | Kitt Peak     | Spacewatch          | —         | MPC                           |
| 419922     | 2011 BJ24  | 3 set 2010  | Mount Lemmon  | Mount Lemmon Survey | —         | MPC                           |
| 419923     | 2011 BF27  | 4 fev 2006  | Mount Lemmon  | Mount Lemmon Survey | —         | MPC                           |
| 419924     | 2011 BT29  | 9 dez 2010  | Mount Lemmon  | Mount Lemmon Survey | —         | MPC                           |
| 419925     | 2011 BO31  | 11 jan 2011 | Kitt Peak     | Spacewatch          | —         | MPC                           |
| 419926     | 2011 BD33  | 6 dez 2005  | Kitt Peak     | Spacewatch          | —         | MPC                           |
| 419927     | 2011 BW33  | 14 jan 2011 | Kitt Peak     | Spacewatch          | —         | MPC                           |
| 419928     | 2011 BE35  | 19 out 2006 | Kitt Peak     | L. H. Wasserman     | —         | MPC                           |
| 419929     | 2011 BL44  | 26 dez 2005 | Kitt Peak     | Spacewatch          | —         | MPC                           |
| 419930     | 2011 BO51  | 29 ago 2009 | Kitt Peak     | Spacewatch          | —         | MPC                           |
| 419931     | 2011 BP51  | 8 fev 2007  | Palomar       | NEAT                | —         | MPC                           |
| 419932     | 2011 BC52  | 25 mar 2006 | Catalina      | CSS                 | —         | MPC                           |
| 419933     | 2011 BQ54  | 6 nov 2010  | Kitt Peak     | Spacewatch          | —         | MPC                           |
| 419934     | 2011 BE55  | 23 fev 2007 | Kitt Peak     | Spacewatch          | —         | MPC                           |
| 419935     | 2011 BG55  | 23 ago 2004 | Kitt Peak     | Spacewatch          | Eos       | MPC                           |
| 419936     | 2011 BK62  | 29 dez 2005 | Kitt Peak     | Spacewatch          | —         | MPC                           |
| 419937     | 2011 BQ62  | 26 jan 2011 | Mount Lemmon  | Mount Lemmon Survey | —         | MPC                           |
| 419938     | 2011 BG68  | 10 jan 2011 | Mount Lemmon  | Mount Lemmon Survey | —         | MPC                           |
| 419939     | 2011 BL75  | 17 jan 2011 | Mount Lemmon  | Mount Lemmon Survey | Ino       | MPC                           |
| 419940     | 2011 BC79  | 24 nov 2006 | Mount Lemmon  | Mount Lemmon Survey | —         | MPC                           |
| 419941     | 2011 BB80  | 11 jan 2011 | Kitt Peak     | Spacewatch          | —         | MPC                           |
| 419942     | 2011 BD82  | 4 dez 2005  | Kitt Peak     | Spacewatch          | Eos       | MPC                           |
| 419943     | 2011 BL82  | 10 jan 2007 | Kitt Peak     | Spacewatch          | —         | MPC                           |
| 419944     | 2011 BQ82  | 11 jan 2011 | Catalina      | CSS                 | —         | MPC                           |
| 419945     | 2011 BW82  | 11 jan 2011 | Kitt Peak     | Spacewatch          | —         | MPC                           |
| 419946     | 2011 BX82  | 8 dez 2010  | Mount Lemmon  | Mount Lemmon Survey | —         | MPC                           |
| 419947     | 2011 BJ84  | 8 dez 2005  | Kitt Peak     | Spacewatch          | —         | MPC                           |
| 419948     | 2011 BY86  | 15 mar 2007 | Kitt Peak     | Spacewatch          | —         | MPC                           |
| 419949     | 2011 BB89  | 16 jan 2011 | Mount Lemmon  | Mount Lemmon Survey | Brangane  | MPC                           |
| 419950     | 2011 BE89  | 17 fev 2007 | Kitt Peak     | Spacewatch          | —         | MPC                           |
| 419951     | 2011 BA90  | 15 out 2009 | Mount Lemmon  | Mount Lemmon Survey | —         | MPC                           |
| 419952     | 2011 BW94  | 5 nov 2010  | Mount Lemmon  | Mount Lemmon Survey | —         | MPC                           |
| 419953     | 2011 BF96  | 24 jan 2007 | Kitt Peak     | Spacewatch          | —         | MPC                           |
| 419954     | 2011 BH96  | 5 fev 2000  | Kitt Peak     | Spacewatch          | —         | MPC                           |
| 419955     | 2011 BV96  | 9 set 2008  | Mount Lemmon  | Mount Lemmon Survey | —         | MPC                           |
| 419956     | 2011 BM99  | 28 out 2005 | Kitt Peak     | Spacewatch          | —         | MPC                           |
| 419957     | 2011 BW99  | 16 fev 2010 | WISE          | WISE                | —         | MPC                           |
| 419958     | 2011 BM100 | 13 mar 2007 | Catalina      | CSS                 | —         | MPC                           |
| 419959     | 2011 BO100 | 10 dez 2004 | Kitt Peak     | Spacewatch          | Brangane  | MPC                           |
| 419960     | 2011 BW100 | 1 mar 2010  | WISE          | WISE                | —         | MPC                           |
| 419961     | 2011 BL102 | 27 jan 2007 | Kitt Peak     | Spacewatch          | —         | MPC                           |
| 419962     | 2011 BT102 | 14 out 2010 | Mount Lemmon  | Mount Lemmon Survey | —         | MPC                           |
| 419963     | 2011 BH114 | 26 out 2009 | Kitt Peak     | Spacewatch          | —         | MPC                           |
| 419964     | 2011 BW117 | 6 dez 2010  | Mount Lemmon  | Mount Lemmon Survey | —         | MPC                           |
| 419965     | 2011 BU118 | 30 dez 2005 | Mount Lemmon  | Mount Lemmon Survey | —         | MPC                           |
| 419966     | 2011 BY140 | 23 jan 2006 | Kitt Peak     | Spacewatch          | —         | MPC                           |
| 419967     | 2011 BO154 | 27 jan 2011 | Kitt Peak     | Spacewatch          | —         | MPC                           |
| 419968     | 2011 BN161 | 22 out 2009 | Mount Lemmon  | Mount Lemmon Survey | —         | MPC                           |
| 419969     | 2011 BZ161 | 4 dez 2005  | Kitt Peak     | Spacewatch          | —         | MPC                           |
| 419970     | 2011 BC162 | 2 dez 2010  | Mount Lemmon  | Mount Lemmon Survey | Brangane  | MPC                           |
| 419971     | 2011 BJ162 | 21 jan 2002 | Kitt Peak     | Spacewatch          | —         | MPC                           |
| 419972     | 2011 CO    | 12 mar 2007 | Kitt Peak     | Spacewatch          | —         | MPC                           |
| 419973     | 2011 CQ    | 12 set 2009 | Kitt Peak     | Spacewatch          | —         | MPC                           |
| 419974     | 2011 CK3   | 7 dez 1999  | Kitt Peak     | Spacewatch          | —         | MPC                           |
| 419975     | 2011 CM3   | 21 set 2003 | Anderson Mesa | LONEOS              | Brangane  | MPC                           |
| 419976     | 2011 CD4   | 27 fev 2007 | Kitt Peak     | Spacewatch          | —         | MPC                           |
| 419977     | 2011 CL5   | 21 fev 2007 | Kitt Peak     | Spacewatch          | —         | MPC                           |
| 419978     | 2011 CN9   | 14 jan 2011 | Kitt Peak     | Spacewatch          | —         | MPC                           |
| 419979     | 2011 CP10  | 11 jan 2011 | Kitt Peak     | Spacewatch          | —         | MPC                           |
| 419980     | 2011 CX14  | 20 set 2001 | Socorro       | LINEAR              | —         | MPC                           |
| 419981     | 2011 CU15  | 16 mar 2007 | Mount Lemmon  | Mount Lemmon Survey | —         | MPC                           |
| 419982     | 2011 CZ16  | 19 set 2009 | Mount Lemmon  | Mount Lemmon Survey | —         | MPC                           |
| 419983     | 2011 CV19  | 19 mar 2007 | Mount Lemmon  | Mount Lemmon Survey | —         | MPC                           |
| 419984     | 2011 CP22  | 9 jan 1997  | Kitt Peak     | Spacewatch          | Eos       | MPC                           |
| 419985     | 2011 CG23  | 10 fev 2002 | Socorro       | LINEAR              | —         | MPC                           |
| 419986     | 2011 CE26  | 7 dez 2005  | Kitt Peak     | Spacewatch          | —         | MPC                           |
| 419987     | 2011 CK27  | 10 fev 2002 | Socorro       | LINEAR              | —         | MPC                           |
| 419988     | 2011 CK29  | 2 dez 2005  | Kitt Peak     | Spacewatch          | —         | MPC                           |
| 419989     | 2011 CS29  | 30 jan 2011 | Mount Lemmon  | Mount Lemmon Survey | —         | MPC                           |
| 419990     | 2011 CF32  | 14 set 2009 | Catalina      | CSS                 | —         | MPC                           |
| 419991     | 2011 CH32  | 20 abr 2007 | Kitt Peak     | Spacewatch          | —         | MPC                           |
| 419992     | 2011 CU32  | 14 jan 2011 | Kitt Peak     | Spacewatch          | —         | MPC                           |
| 419993     | 2011 CW32  | 16 nov 2010 | Mount Lemmon  | Mount Lemmon Survey | —         | MPC                           |
| 419994     | 2011 CB33  | 27 jan 2011 | Mount Lemmon  | Mount Lemmon Survey | —         | MPC                           |
| 419995     | 2011 CT35  | 5 fev 2000  | Kitt Peak     | M. W. Buie          | —         | MPC                           |
| 419996     | 2011 CC38  | 4 dez 2005  | Kitt Peak     | Spacewatch          | —         | MPC                           |
| 419997     | 2011 CX38  | 24 dez 2005 | Kitt Peak     | Spacewatch          | —         | MPC                           |
| 419998     | 2011 CE40  | 11 jan 2011 | Kitt Peak     | Spacewatch          | Brangane  | MPC                           |
| 419999     | 2011 CW42  | 5 dez 2005  | Kitt Peak     | Spacewatch          | —         | MPC                           |
| 420000     | 2011 CU45  | 1 mai 2003  | Kitt Peak     | Spacewatch          | —         | MPC                           |